# Musikåret 2008

## Händelser
- 5 januari – Salzburgfestivalen lanserar Herbert von Karajans jubileumsår med en konsert i Grosses Festspielhaus i Salzburg.[1]
- 12 januari – Wiener Sängerknaben påbörjar en turné till Korea med konsert vid Sejong Center for the Performing Arts i Seoul.[2]
- 11 januari – Låten Skicka mig ett vykort av Thorleifs utses till "årets låt 2007" på Kalaslistan [3].
- 14 januari – Miriam Makeba uppträder för sista gången i Sverige i ett fullsatt och utsålt Uppsala konserthus.
- 29 januari – Rage Against the Machine meddelar att man spelar på Big Day Out-festivalerna i Australien och Nya Zeeland, deras första konsert utanför USA sedan bandet återbildades, och deras första spelningar i Australien på 12 år.[4]

- 20 februari–25 februari – Viña del Mars internationella musikfestival hålls i Chile.[5]
- 23 februari–3 mars – Den andra årliga Soundwave festival hålls i Australien.[6]

- 6-9 mars – Langerado Music Festival 2008 hålls vid Big Cypress Indian Reservation i södra Florida.[7]
- 7 mars – Jakarta International Java Jazz Festival 2008 hålls i Indonesien.[8]
- 7 mars–16 mars – 2008 års South by Southwest Conference and Festival hålls i Austin.[9]

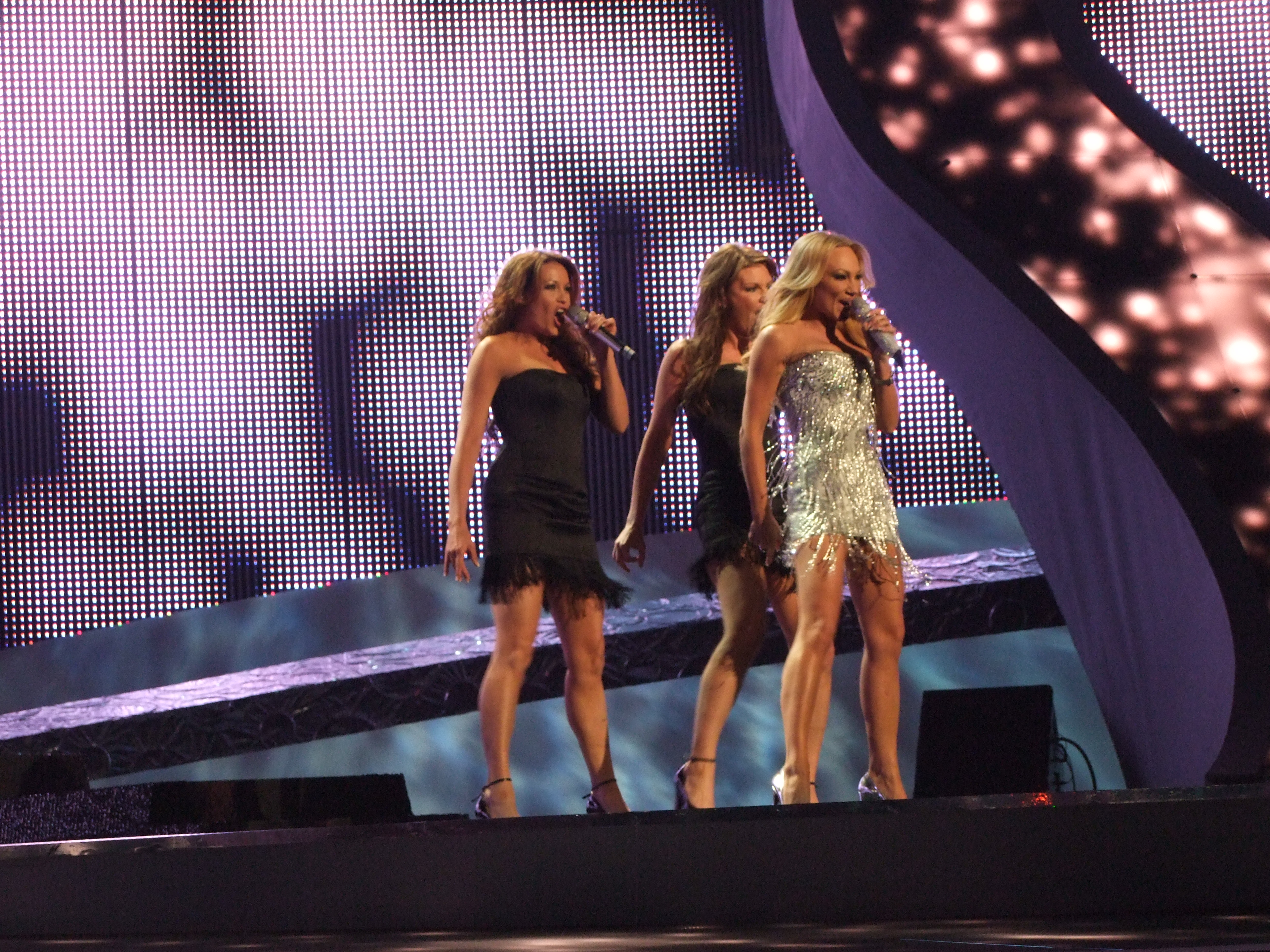
Charlotte Perrelli (längst fram) med två körflickor.

- 11 mars – Jazzmusikern och radiopresentatören Humphrey Lyttelton meddelar att han slutar presentera BBC Radio 2:s jazzprogram efter 40 år.[10]
- 15 mars – Låten Hero framförd av Charlotte Perrelli vinner Melodifestivalen. [11]

- 1 april – Scott Weiland lämnar rockbandet Velvet Revolver[12] för att återgå till Stone Temple Pilots.[13]
- 5 april – Återförenade Face to Face uppträder tillsammans för första gången på fyra och ett halvt år i Irvine.[14]
- 15 april – Borgmästare Antonio Villaraigosa i Los Angeles utropar officiellt Mariah Carey-dagen.[15]
- 22 april – Andrey Baranov från Ryssland vinner första pris vid andra internationella Benjamin Britten-fioltävlingen i London.[16]

- 2 maj – SR P4 börjar sända dansbandsprogrammet P4 Dans.[17]

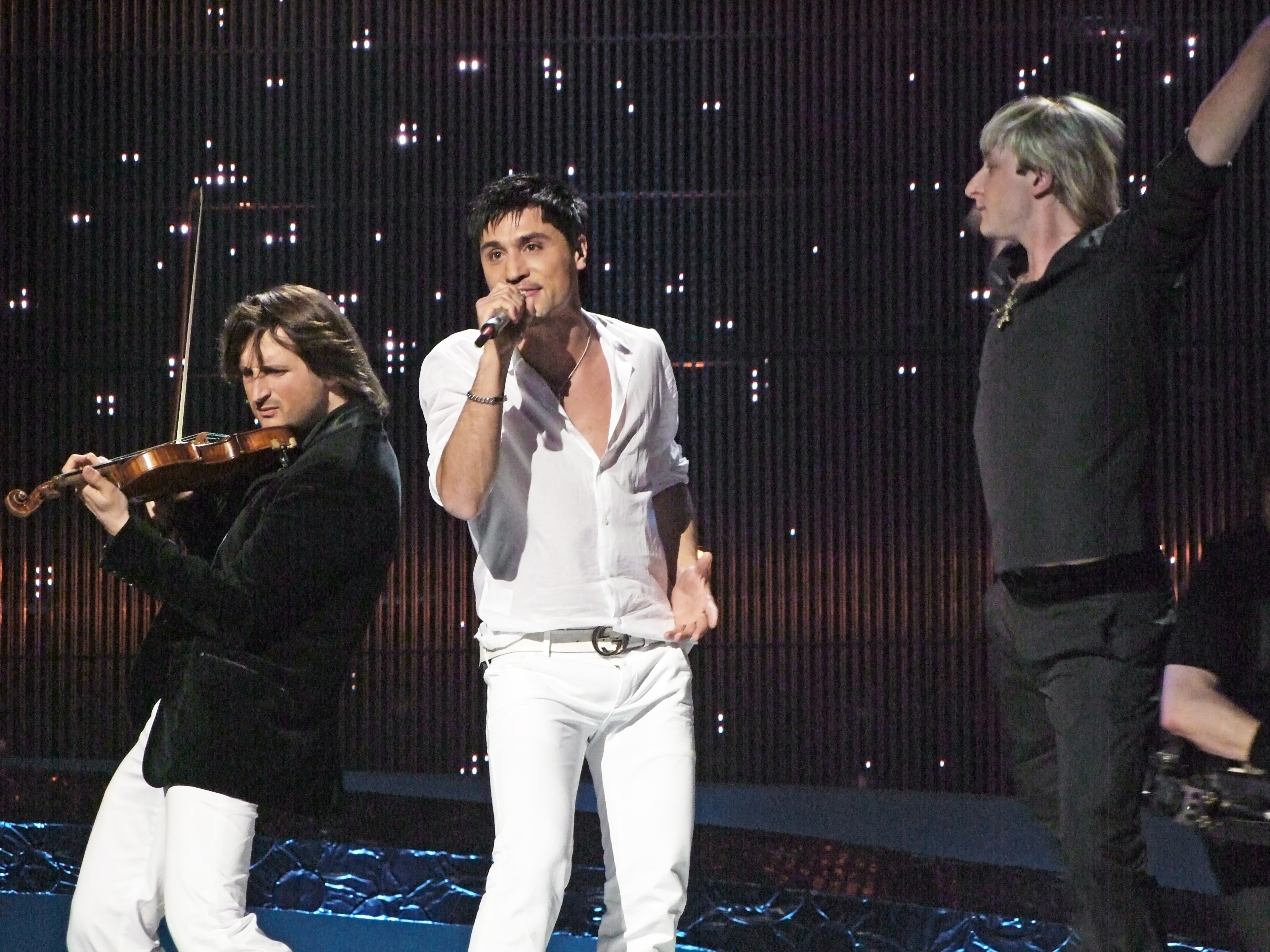
Dima Bilan

- 5 maj – Hardcorepunkbandet AC4 har sin första konsert under en husockupation i Umeå.[18]
- 10–11 maj – 2008 års Give It A Name-festival hålls vid Earls Court i London.[19]
- 14 maj – Gospelkören "Spirit of Change" firar sitt 10-årsjubileum under 20:e Zündorfer Gospelnacht-konserten vid katolska församlingskyrkan "St. Mariae Geburt" i Zündorf.[20]
- 24 maj – Låten Believe framförd av Dima Bilans vinner Eurovision Song Contest i Beogradsna arena Belgrad för Ryssland.[21].
- 25 maj – Den slovakiska första omgången för bluegrasstävlingen (mot den årliga "tjeckiska jamboreebanjofestivalen") hålls i Hviezdoslavovo námestie, Bratislava.[22]
- 30 maj – Kiss uppträder på Stockholms stadion.[23]

- 1 juni – Westlife spelar sin 10-årsjubileumskonsert på Croke Park, i Dublin.[24]
- 6-8 juni – Wakarusa Music and Camping Festival 2008 hålls å Clinton State Park nära Lawrence.[25]
- 10 juni – Lil Waynes sjätte album, Tha Carter III, säljer en miljon exemplar under debutveckan.[26]
- 13 juni–8 juni – Den sjunde Isle of Wight-festivalen hålls vid Seaclose Park i Newport, UK.[27]
- 15 juni – Mr. E. Kallai från Ungern vinner första pris vid 11:e Carl Fleischs internationella fioltävling i Mosonmagyaróvár, Ungern.[28]
- 20 juni – My Bloody Valentine spelar sin första återföreningskonsert på The Roundhouse i London, UK.[29]
- 27-29 juni – Eidgenössiches Jodlerfest hålls i Luzern.[30]
- 29 juni – Det första datorspelet i Guitar Hero-serien baserat på en musikgrupp, Aerosmith, släpps.[31]

- 16 juli – Iron Maiden uppträder på Stockholms stadion.[32]
- 26 juli – Iron Maiden uppträder på Ullevi, Göteborg.[33]
- 24-28 juli – Det femte internationella symposiet om strupsång, "Khoomei—Cultural Phenomenon of the Peoples of Central Asia" hålls i Tuva.[34]
- 8 augusti - Broder Daniel gör sitt sista uppträdande på Way Out West.[35]

- 18 september – Ben Folds Five spelar inför utsålda läktare under återförening i Chapel Hill och spelar genom hela sitt album, The Unauthorized Biography of Reinhold Messner.[36]

- 10 oktober – Den fjärde Waakirchener Zither Festival hålls i bayerska Waakirchen.[37]
- 12 oktober-30 november – I Rom och Vatikanstaten hålls VII Festival Internazionale di Musica e Arte Sacra.[38]
- 15 oktober – Det svenska dansbandet Mona G:s orkester meddelar att man lägger ner i januari 2009.[39]
- 16 oktober – Britney Spears slår nytt rekord för längsta hopp till förstaplatsen på Billboard Hot 100, då hon klättrar från plats 96 till 1 på blott en vecka, med singeln "Womanizer". Det blir hennes första singeletta i USA sedan debuten med  "...Baby One More Time".[40] It also garnered first-week download sales of 286,000, the biggest opening-week tally by a female artist.
- 18 oktober – Premiär för Dansbandskampen i SVT.[41]
- 18 oktober – Rihanna får in sin femte etta på Billboard Hot 100, och blir därmed den kvinnliga soloartist som haft flest ettor under 2000-talets förstadecennium fram till Beyoncé Knowles slår rekordet (som soloartist).[42]

- 6 november – Michael Tilson Thomas gör sin först abonnerade konsert som dirigent för Philadelphia Orchestra.[43]
- 17 november – Koreanske violinisten Hyun-Su Shin vinner första pris vid Jacques Thibauds internationella fioltävling i Paris[44]

- 9 december – Damon Albarn och Graham Coxon meddelar att Blur skall återförenas för en konsert i Hyde Park i London den 2 & 3 juli 2009. Biljetterna säljer slut på två minuter.[45][46]

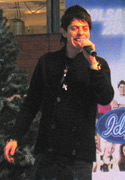
Kevin Borg.

- 12 december – Kevin Borg vinner Idol med låten With Every Bit of Me.

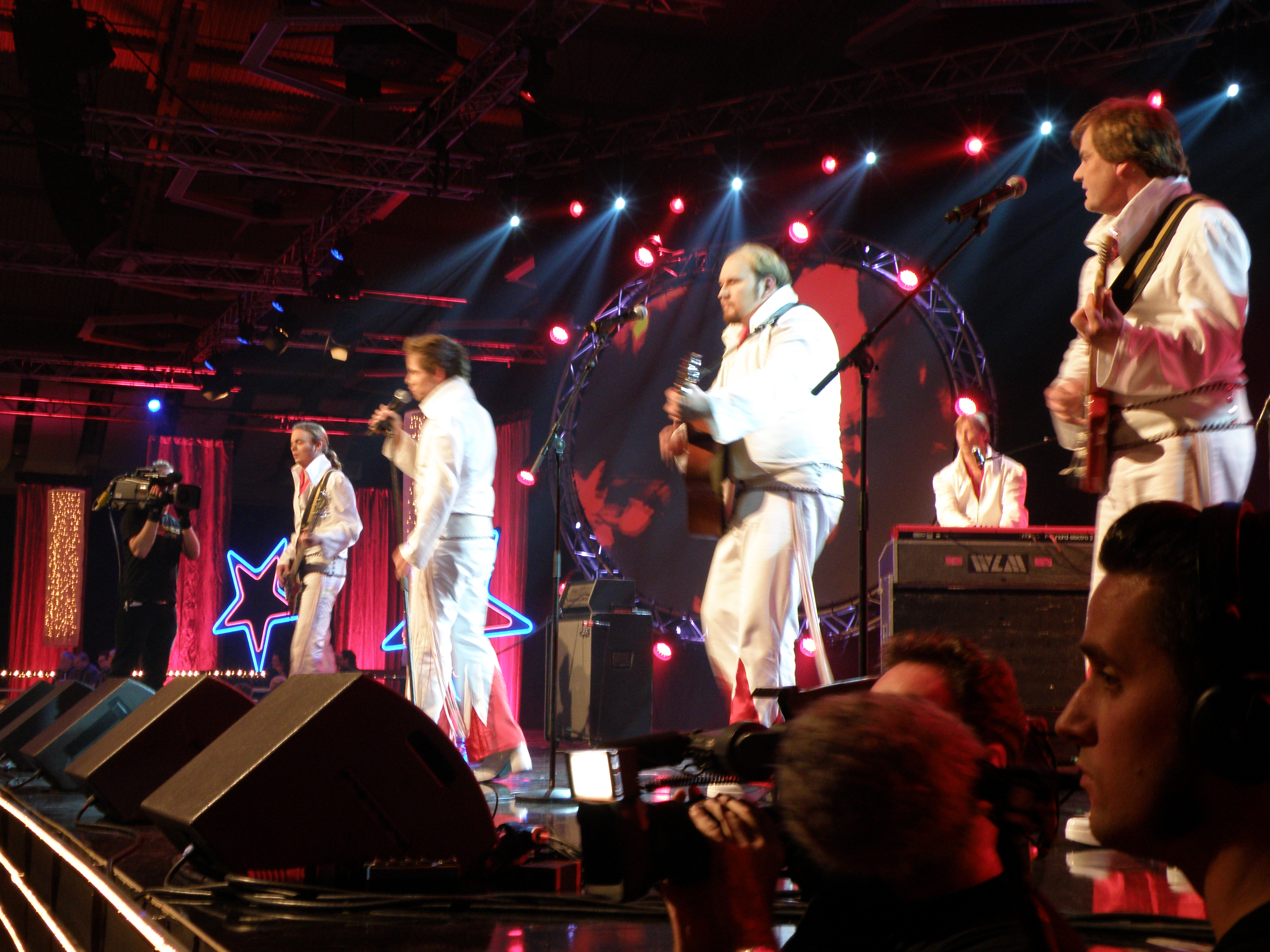
Larz-Kristerz.

- 13 december – Beyoncé Knowles får in sin femte etta på Billboard Hot 100 med "Single Ladies (Put a Ring on It)".[42]
- 20 december – Larz-Kristerz vinner Dansbandskampen. [47]

## Priser och utmärkelser
- 9 januari: Grammisgalan[48]
- 9 januari: Musikexportpriset – Björn Ulvaeus & Benny Andersson[49]
- 22 januari: Jazz i Sverige – Wildbirds & Peacedrums[50]
- 30 januari: P3 Guld[51]
- 8 februari: Manifestgalan
- 15 februari: Spelmannen – Maria Lindal
- 27 mars: Jazzkatten
- 31 mars: Alice Babs Jazzstipendium – Jonas Kullhammar[52]
- 13 april: Lars Gullin-priset – Lennart Åberg[53]
- 22 april: Lunds Studentsångförenings solistpris – Christian Lindberg[54]
- 23 april: Svenska Dirigentpriset – Daniel Blendulf[55]
- 23 april: Ulla Billquist-stipendiet – Annika Norlin[56]
- 24 april: Tigertassen – Babben Larsson[57]
- 28 april: Alice Tegnér-musikpriset – Per Dunsö[58]
- 17 maj: Birgit Nilsson-stipendiet – Malin Byström och Marcus Jupither[59]
- 26 maj: Svenska Dagbladets operapris – Mats Ek[60]
- 6 juni: Litteris et Artibus – Alf Hambe, Anders Loguin, Anita Soldh-Forsström, Nina Stemme[61]
- 11 juni: Ted Gärdestadstipendiet – Joakim Linder & Joel Humlén[62]
- 2 juli: Carin Malmlöf-Forsslings Pris – Mats Larsson Gothe[63]
- 10 juli: Fred Åkerström-stipendiet – Jack Vreeswijk[64]
- 3 augusti: Cornelis Vreeswijk-stipendiet – Rikard Wolff[65]
- 20 augusti: Monica Zetterlund-stipendiet – Svante Thuresson och Lisen Rylander[66]
- 25 augusti: Polarpriset – Pink Floyd och Renée Fleming[67]
- 6 september: Jan Johansson-stipendiet – Mats Öberg[68]
- 24 september: Platinagitarren – Michel Zitron, Sophia Somajo och Vincent Pontare[69]
- 1 oktober: Nordiska rådets musikpris – Miki Alone av Peter Bruun[70]
- 18 oktober: Jenny Lind-stipendiet – Susanna Stern[71]
- 22 oktober: Schockpriset – Gidon Kremer[72]
- 27 oktober: Årets kör – Voces Nordicae[73]
- 28 oktober: Årets körledare – Lone Larsen
- 29 oktober: Årets barn- och ungdomskörledare – Birgitta Rosenquist-Brorson
- 4 november: Norrbymedaljen – Fredrik Malmberg
- 18 november: Kungliga Musikaliska Akademiens Jazzpris – Sofia Jernberg[74]
- 18 november: Rosenbergpriset – Henrik Strindberg
- 24 november: Göran Lagervalls Musikstipendium – Marianne Khoso
- 24 november: Stora Christ Johnson-priset – Per Mårtensson[75]
- 25 november: Mindre Christ Johnson-priset – Mirjam Tally[76]
- 25 november: Medaljen för tonkonstens främjande – Carl-Axel Dominique, Monica Dominique, Bengt Holmstrand, Lennart Hedwall, Rut Jacobson[77]
- 28 november: Anita O'Day-priset – Meta Roos
- 11 december: Novellpriset – Annika Norlin
- 12 december: Atterbergpriset – Marie Samuelsson

## Årets album
Vänligen sortera soloartister på efternamn, musikgrupper på förstabokstaven (utan engelskans "The" och "A")

### A – G
- AC/DC - Black Ice[78]
- Adele - 19[79]
- Alice in Videoland - She's A Machine[80]
- Joel Alme - A Master of Ceremonies[81]
- Kristian Anttila - Lille Napoleon[82]
- Bauhaus - Go Away White[83]
- Beach House - Devotion[84]
- Beyoncé – I Am...Sasha Fierce[85]
- Bloc Party – Intimacy[86]
- Brandy - Human[87]
- Bring Me The Horizon – Suicide Season
- Bullet for My Valentine - Scream Aim Fire[88]
- Agnes Carlsson - Dance Love Pop
- Nick Cave & The Bad Seeds - Dig, Lazarus, Dig!!! [89]
- Children of Bodom - Blooddrunk[90]
- Coldplay – Viva la Vida or Death and All His Friends[91]
- Miley Cyrus - Breakout
- Darin – Flashback[92]
- Deicide – Till Death Do Us Part[93]
- Detektivbyrån - Wermland[94]
- Doktor Kosmos – Hallå?[95]
- Drifters – Tycker om dig: Svängiga låtar från förr
- Dungen - 4[96]
- First Aid Kit - Drunken Trees[97]
- Fleet Foxes - Fleet Foxes[98]
- Flight of the Conchords - Flight of the Conchords[99]
- Ben Folds – Way to Normal[100]
- The Game – L.A.X.[101]
- Girls Aloud – Out of Control[102]
- Goldfinger – Hello Destiny
- Goldfrapp – Seventh Tree[103]
- Guns N' Roses – Chinese Democracy[104]

### H – R
- The Hellacopters - Head off[105]
- Hello Saferide - More Modern Short Stories from Hello Saferide[106]
- Håkan Hellström - För sent för edelweiss[107]
- Frida Hyvönen - Silence Is Wild[108]
- Hästpojken - Caligula[109]
- Ida Maria - Fortress Around My Heart[110]
- In Flames – A Sense of Purpose[111]
- Irmelin – Gyldene freden[112]
- Jedi Mind Tricks – A History of Violence
- Jill Johnson – Baby Blue Paper [113]
- Johnossi - All They Ever Wanted[114]
- The Killers - Day & Age[115]
- Kite - Kite
- Kleerup - Kleerup[116]
- The Kooks – Konk[117]
- Markus Krunegård – Markusevangeliet[118]
- Lady Gaga – The Fame[119]
- The Last Shadow Puppets - The Age of The Understatement[120]
- Lykke Li - Youth Novels[121]
- Lil Wayne - Tha Carter III[122]
- Looptroop – Good Things[123]
- Machinae Supremacy – Overworld[124]
- Madonna – Hard Candy[81]
- Veronica Maggio - Och vinnaren är...[125]
- Metallica – Death Magnetic[126]
- Mother – LP
- Motörhead – Motörizer[127]
- Mötley Crüe - Saints of Los Angeles[128]
- Nada Surf – Lucky[129]
- Sanna Nielsen – Stronger[130]
- Nordpolen - På Nordpolen[131]
- Daniel Norgren – Outskirt[132]
- Oasis - Dig Out Your Soul[133]
- Okkervil River - The Stand Ins[134]
- Ossler - Ett brus[135]
- P.O.D - When Angels and Serpents Dance[136]
- Pain - Cynic Paradise[137]
- Parken – Länge leve Parken[138]
- Pascal - Galgberget[139]
- Tom Paxton – Comedians & Angels[140]
- Katy Perry – One of the boys[141]
- P!nk - Funhouse[135]
- The Raconteurs - Consolers of the Lonely[142]
- The Rasmus – Black Roses[143]
- Rise Against – Appeal To Reason

### S – Ö
- Sabaton – The Art Of War[144]
- Santogold - Santogold[145]
- Anjeza Shahini – Erdhi momenti
- She & Him - Volume One[146]
- Simple Plan – Simple Plan[147]
- Jessica Simpson – Do You Know
- Siri Karlsson – Mellan träden
- Skumdum vs. Hero of our Time - 2 Sides of the Story[148]
- Slipknot – All Hope Is Gone[149]
- The Soundtrack of Our Lives - Communion [150]
- Sparks - Exotic Creatures of the Deep[151]
- Britney Spears - Circus[152]
- Taylor Swift - Fearless[153]
- T.I. – Paper Trail[154]
- Sébastien Tellier - Sexuality[155]
- Anna Ternheim - Leaving on a Mayday[156]
- This Will Destroy You – This Will Destroy You
- Timbuktu - En high 5 & 1 falafel[157]
- The Ting Tings - We Started Nothing[158]
- Travis – Ode to J.Smith[159]
- Vampire Weekend - Vampire Weekend[160]
- Van Morrison - Keep It Simple[161]
- Kanye West - 808s & Heartbreak[162]

### Album på Sverigetopplistan
, 
| Datum        | Artist                                          | Titel                                                         | Topp-placering   |
| ------------ | ----------------------------------------------- | ------------------------------------------------------------- | ---------------- |
| Januari      |                                                 |                                                               |                  |
| 3 januari    | Johnny Logan and Friends                        | The Irish Connection                                          | #1 (Guld)        |
| 3 januari    | The Solution                                    | Will Not Be Televised                                         | #6               |
| 3 januari    | Elin Ruth Sigvardsson                           | A Fiction                                                     | #17              |
| 10 januari   | Alf Robertson                                   | Alf Robertsons bästa                                          | #5               |
| 10 januari   | Radiohead                                       | In Rainbows                                                   | #6               |
| 10 januari   | Seal                                            | System                                                        | #28              |
| 10 januari   | Stevie Wonder                                   | Number Ones                                                   | #33              |
| 10 januari   | Loreena McKennitt                               | Nights from the Alhambra                                      | #59              |
| 17 januari   | Van Morrison                                    | Still on Top – The Greatest Hits                              | #1 (Guld)        |
| 17 januari   | Caj Karlsson                                    | Rapport från dårhuset                                         | #11              |
| 24 januari   | Britta Persson                                  | Kill Hollywood Me                                             | #27              |
| 24 januari   | Cat Power                                       | Jukebox                                                       | #27              |
| 24 januari   | Drive-By Truckers                               | Brighter Than Creation's Dark                                 | #37              |
| 24 januari   | Moto Boy                                        | Moto Boy                                                      | #49              |
| 24 januari   | Ringo Starr                                     | Liverpool 8                                                   | #53              |
| 31 januari   | Leona Lewis                                     | Spirit                                                        | #2 (Guld)        |
| 31 januari   | Sara Isaksson & Anders Widmark                  | Pool of Happiness                                             | #6               |
| 31 januari   | Avantasia                                       | The Scarecrow                                                 | #10              |
| 31 januari   | Anna Christoffersson                            | One                                                           | #25              |
| 31 januari   | Anna Stadling & Idde Schultz                    | Hjärtat fullt                                                 | #32              |
| 31 januari   | Ayreon                                          | 01011001                                                      | #54              |
| 31 januari   | Hoffmaestro & Chraa                             | The Storm                                                     | #46              |
| Februari     |                                                 |                                                               |                  |
| 7 februari   | Lykke Li                                        | Youth Novels                                                  | #3               |
| 7 februari   | The Cardigans                                   | Best of                                                       | #5               |
| 7 februari   | Hästpojken                                      | Caligula                                                      | #15              |
| 7 februari   | Bullet For My Valentine                         | Scream Aim Fire                                               | #5               |
| 7 februari   | Johnny Cash                                     | The Essential                                                 | #24              |
| 7 februari   | The Mars Volta                                  | The Bedlam in Goliath                                         | #32              |
| 7 februari   | Vampire Weekend                                 | Vampire Weekend                                               | #44              |
| 14 februari  | Eros Ramazzotti                                 | e²                                                            | #1 (2 x Platina) |
| 14 februari  | Mary J. Blige                                   | Growing Pains                                                 | #6               |
| 14 februari  | Jack Johnson                                    | Sleep Through the Static                                      | #13              |
| 14 februari  | Lenny Kravitz                                   | It Is Time for a Love Revolution                              | #17              |
| 14 februari  | Hot Chip                                        | Made in the Dark                                              | #35              |
| 14 februari  | Rhonda Vincent                                  | Good Thing Going                                              | #34              |
| 14 februari  | Willy DeVille                                   | Pistola                                                       | #59              |
| 21 februari  | Michael Jackson                                 | Thriller 25                                                   | #2 (4 x Platina) |
| 21 februari  | Fernandoz – Anders & Git                        | En helt ny dag                                                | #6               |
| 21 februari  | Simple Plan                                     | Simple Plan                                                   | #7               |
| 21 februari  | Colbie Caillat                                  | Coco                                                          | #15              |
| 21 februari  | Morrissey                                       | Greatest Hits                                                 | #16              |
| 21 februari  | Yasmin Levy                                     | Mano Suave                                                    | #8               |
| 21 februari  | Shelby Lynne                                    | Just a Little Lovin'                                          | #58              |
| 28 februari  | Carola                                          | Främling 25 år                                                | #2 (Guld)        |
| 28 februari  | Hellsongs                                       | Hymns in the Key of 666                                       | #9               |
| 28 februari  | Linda Lampenius                                 | Nordic Lights                                                 | #12              |
| 28 februari  | Steve Lukather                                  | Ever Changing Times                                           | #21              |
| 28 februari  | Sheryl Crow                                     | Detours                                                       | #27              |
| 28 februari  | Andra generationen                              | Extra allt                                                    | #32              |
| 28 februari  | Nick Lowe                                       | Jesus of Cool                                                 | #48              |
| Mars         |                                                 |                                                               |                  |
| 6 mars       | Neverstore                                      | Heroes Wanted                                                 | #2               |
| 6 mars       | Tomas Andersson Wij                             | En sommar på speed                                            | #3               |
| 6 mars       | Danko Jones                                     | Never Too Loud                                                | #9               |
| 6 mars       | Kikki Danielsson                                | Kikkis bästa                                                  | #15              |
| 6 mars       | Majornas 3dje Rote                              | Majornas 3dje Rote med Tomas von Brömssen                     | #19              |
| 6 mars       | Within Y                                        | The Cult                                                      | #24              |
| 6 mars       | El Perro Del Mar                                | From the Valley to the Stars                                  | #32              |
| 6 mars       | Pacific!                                        | Reveries                                                      | #33              |
| 6 mars       | Nazareth                                        | The Newz                                                      | #51              |
| 6 mars       | Janet Jackson                                   | Discipline                                                    | #54              |
| 6 mars       | Bröderna Lindgren                               | Vuxen barnmusik!                                              | #57              |
| 13 mars      | Nick Cave & The Bad Seeds                       | Dig, Lazarus, Dig!!!                                          | #3               |
| 13 mars      | Erykah Badu                                     | New Amerykah Part One (4th World War)                         | #5               |
| 13 mars      | Adele                                           | 19                                                            | #11              |
| 13 mars      | Caesars                                         | Strawberry Weed                                               | #16              |
| 13 mars      | Flogging Molly                                  | Float                                                         | #36              |
| 13 mars      | The Gutter Twins                                | Saturnalia                                                    | #47              |
| 13 mars      | The Black Crowes                                | Warpaint                                                      | #50              |
| 13 mars      | Toumani Diabaté                                 | The Mande Variations                                          | #53              |
| 13 mars      | Dolly Parton                                    | Backwoods Barbie                                              | #57              |
| 20 mars      | Ane Brun                                        | Changing of the Seasons                                       | #2               |
| 20 mars      | Nordman                                         | Djävul eller gud                                              | #3               |
| 20 mars      | Sibel                                           | The Diving Belle                                              | #9               |
| 20 mars      | An Cafe                                         | Goku Tama Rock Cafe                                           | #10              |
| 20 mars      | Meshuggah                                       | obZen                                                         | #16              |
| 20 mars      | Hercules and Love Affair                        | Hercules and Love Affair                                      | #23              |
| 20 mars      | Eskobar                                         | Death in Athens                                               | #24              |
| 20 mars      | Frida                                           | Hoppa upp!                                                    | #25              |
| 20 mars      | Peter Asplund Quartet                           | As Knights Concur                                             | #51              |
| 27 mars      | Linda Bengtzing                                 | Vild & galen                                                  | #2 (Guld)        |
| 27 mars      | Van Morrison                                    | Keep It Simple                                                | #11              |
| 27 mars      | Monica Zetterlund                               | Sakta vi gå genom stan – Det bästa med Monica                 | #14              |
| 27 mars      | Bryan Adams                                     | 11                                                            | #30              |
| 27 mars      | Mike Oldfield                                   | Music of the Spheres                                          | #31              |
| 27 mars      | Lasse Lindh                                     | Pool                                                          | #34              |
| 27 mars      | Muse                                            | Haarp                                                         | #36              |
| 27 mars      | Niklas Strömstedt                               | Två vägar                                                     | #38              |
| 27 mars      | Daniel Lanois                                   | Here Is What Is                                               | #52              |
| April        |                                                 |                                                               |                  |
| 3 april      | Håkan Hellström                                 | För sent för edelweiss                                        | #1 (Guld)        |
| 3 april      | Christer Sjögren                                | Jubileum 40 år med Christer Sjögren                           | #2 (Platina)     |
| 3 april      | R.E.M.                                          | Accelerate                                                    | #7               |
| 3 april      | Veronica Maggio                                 | Och vinnaren är                                               | #7 (Guld)        |
| 3 april      | Johnossi                                        | All They Ever Wanted                                          | #11              |
| 3 april      | Pugh Rogefeldt                                  | Vinn hjärta vinn                                              | #12              |
| 3 april      | Mustasch                                        | Lowlife Highlights                                            | #22              |
| 3 april      | Caracola                                        | This Is Caracola                                              | #24              |
| 3 april      | Counting Crows                                  | Saturday Nights & Sunday Mornings                             | #32              |
| 3 april      | Panic at the Disco                              | Pretty. Odd.                                                  | #35              |
| 3 april      | OneRepublic                                     | Dreaming Out Loud                                             | #49              |
| 7 april      | Daniel Norgren                                  | Outskirt                                                      | #30              |
| 10 april     | In Flames                                       | A Sense of Purpose                                            | #1               |
| 10 april     | Streaplers                                      | Rakt av                                                       | #5               |
| 10 april     | Markus Krunegård                                | Markusevangeliet                                              | #10              |
| 10 april     | Kungers                                         | Galaxen                                                       | #16              |
| 10 april     | Moby                                            | Last Night                                                    | #40              |
| 10 april     | Dream Theater                                   | Greatest Hit (...And 21 Other Pretty Cool Songs)              | #46              |
| 10 april     | Gnarls Barkley                                  | The Odd Couple                                                | #59              |
| 17 april     | Duffy                                           | Rockferry                                                     | #1 (2 x Platina) |
| 17 april     | BWO                                             | Pandemonium – The Singles Collection                          | #3 (Guld)        |
| 17 april     | The Rolling Stones                              | Shine a Light                                                 | #6               |
| 17 april     | Millencolin                                     | Machine 15                                                    | #9               |
| 17 april     | Tingsek                                         | Too Many Feelings at the Same Time                            | #16              |
| 17 april     | Asia                                            | Phoenix                                                       | #38              |
| 17 april     | Afasi & Filthy                                  | Fläcken                                                       | #42              |
| 17 april     | Doktor Kosmos                                   | Hallå?                                                        | #51              |
| 17 april     | Treat                                           | Scratch and Bite                                              | #53              |
| 24 april     | Sanna Nielsen                                   | Stronger                                                      | #1 (Guld)        |
| 24 april     | Hellacopters                                    | Head Off                                                      | #4               |
| 24 april     | Brolle                                          | Ett hjärta som blöder som en gång brann                       | #5 (Guld)        |
| 24 april     | Whitesnake                                      | Good To Be Bad                                                | #10              |
| 24 april     | Mariah Carey                                    | E=MC²                                                         | #22              |
| 24 april     | Edith Backlund                                  | Death By Honey                                                | #23              |
| 24 april     | Children Of Bodom                               | Blooddrunk                                                    | #28              |
| 24 april     | The Kooks                                       | Konk                                                          | #32              |
| 24 april     | Rush                                            | Snakes & Arrows Live                                          | #42              |
| 24 april     | Popkidz                                         | Number One                                                    | #43              |
| 24 april     | Sébastien Tellier                               | Sexuality                                                     | #43              |
| 24 april     | Juvelen                                         | 1                                                             | #48              |
| Maj          |                                                 |                                                               |                  |
| 1 maj        | Madonna                                         | Hard Candy                                                    | #1 (Guld)        |
| 1 maj        | Charlotte Perrelli                              | Hero                                                          | #3 (Platina)     |
| 1 maj        | Looptroop Rockers                               | Good Things                                                   | #5               |
| 1 maj        | H.E.A.T.                                        | Heat                                                          | #8               |
| 1 maj        | Mudcrutch                                       | Mudcrutch                                                     | #15              |
| 1 maj        | Testament                                       | The Formation of Damnation                                    | #27              |
| 1 maj        | Joel Alme                                       | A Master of Ceremonies                                        | #28              |
| 1 maj        | The Last Shadow Puppets                         | The Age of the Understatement                                 | #34              |
| 1 maj        | Stiko Per Larsson                               | Flyktsagor                                                    | #41              |
| 1 maj        | Deicide                                         | Till Death Do Us Part                                         | #56              |
| 8 maj        | Peter LeMarc                                    | LeMarc Live!                                                  | #6               |
| 8 maj        | Michael Bolton                                  | The Very Best of                                              | #6               |
| 8 maj        | Melissa Horn                                    | Långa nätter                                                  | #7               |
| 8 maj        | Tiamat                                          | Amanethes                                                     | #13              |
| 8 maj        | Portishead                                      | Third                                                         | #18              |
| 8 maj        | Def Leppard                                     | Songs from the Sparkle Lounge                                 | #26              |
| 8 maj        | Chords                                          | Things We Do For Things                                       | #29              |
| 8 maj        | Tina Ahlin                                      | 12 sånger av Allan Edwall                                     | #46              |
| 8 maj        | Gemini Five                                     | Sex Drugs Anarchy                                             | #47              |
| 8 maj        | Fernandoz                                       | Mest av allt – Fernandoz bästa låtar                          | #56              |
| 8 maj        | Zeigeist                                        | The Jade Motel                                                | #58              |
| 8 maj        | HIM                                             | Digital Versatile Doom Live At The Orpheum Theatre            | #59              |
| 8 maj        | Matz Bladhs                                     | Ljus och värme – Matz Bladhs bästa låtar                      | #60              |
| 15 maj       | Amanda Jenssen                                  | Killing My Darlings                                           | #1 (Platina)     |
| 15 maj       | Gavin DeGraw                                    | Gavin DeGraw                                                  | #13              |
| 15 maj       | Universal Poplab                                | Seeds                                                         | #17              |
| 15 maj       | Papa Dee                                        | A Little Way Different                                        | #28              |
| 15 maj       | Faithful Darkness                               | In Shadows Lies Utopia                                        | #41              |
| 15 maj       | Baskery                                         | Fall Among Thieves                                            | #54              |
| 22 maj       | E.M.D.                                          | A State Of Mind                                               | #1 (Platina)     |
| 22 maj       | Iron Maiden                                     | Somewhere Back in Time – The Best of: 1980-1989               | #2 (Guld)        |
| 22 maj       | Céline Dion                                     | Let's Talk About Love / Falling Into You / A New Day Has Come | #3 (Guld)        |
| 22 maj       | Jason Mraz                                      | We Sing, We Dance, We Steal Things                            | #5 (Guld)        |
| 22 maj       | Suzzie Tapper                                   | Mirakel                                                       | #13              |
| 22 maj       | Martha Wainwright                               | I Know You're Married But I've Got Feelings Too               | #15              |
| 22 maj       | Death Cab For Cutie                             | Narrow Stairs                                                 | #16              |
| 22 maj       | Ebba Grön                                       | Boxen                                                         | #18              |
| 22 maj       | Red Cell                                        | Lead Or Follow                                                | #36              |
| 22 maj       | Michael Schenker Group                          | In The Midst Of Beauty                                        | #60              |
| 29 maj       | Rongedal                                        | Rongedal                                                      | #6               |
| 29 maj       | Kleerup                                         | Kleerup                                                       | #7               |
| 29 maj       | Sten & Stanley                                  | Det känns när det svänger                                     | #8               |
| 29 maj       | Miss Li                                         | Best of 061122-071122                                         | #11              |
| 29 maj       | Caroline Larsson                                | In The Moment                                                 | #14              |
| 29 maj       | Scarlett Johansson                              | Anywhere I Lay My Head                                        | #27              |
| 29 maj       | 3 Doors Down                                    | 3 Doors Down                                                  | #39              |
| 29 maj       | Foxboro Hot Tubs                                | Stop Drop And Roll!!!                                         | #58              |
| 29 maj       | Umalali                                         | The Garifuna Women's Project                                  | #59              |
| Juni         |                                                 |                                                               |                  |
| 5 juni       | Lasse Stefanz                                   | Rallarsväng                                                   | #1 (Platina)     |
| 5 juni       | Sabaton                                         | The Art Of War                                                | #5               |
| 5 juni       | Stefan Andersson                                | No. 90 Kleist                                                 | #14              |
| 5 juni       | Usher                                           | Here I Stand                                                  | #18              |
| 5 juni       | Lasse Stefanz                                   | Vart tog tiden vägen?                                         | #31              |
| 5 juni       | John Hiatt                                      | Same Old Man                                                  | #35              |
| 5 juni       | Kate Ryan                                       | Free                                                          | #35              |
| 5 juni       | Al Green                                        | Lay It Down                                                   | #44              |
| 5 juni       | Spiritualized                                   | Songs In A&E                                                  | #48              |
| 12 juni      | Creedence Clearwater Revival                    | Best of                                                       | #2               |
| 12 juni      | The Refreshments                                | Jukebox – Refreshing Classics                                 | #4 (Guld)        |
| 12 juni      | Opeth                                           | Watershed                                                     | #7               |
| 12 juni      | Disturbed                                       | Indestructible                                                | #15              |
| 12 juni      | Journey                                         | Revelation                                                    | #28              |
| 12 juni      | Alanis Morissette                               | Flavors Of Entanglement                                       | #36              |
| 12 juni      | Aimee Mann                                      | @#%&! Smilers                                                 | #40              |
| 12 juni      | Jorn                                            | Lonely Are The Brave                                          | #42              |
| 12 juni      | Volbeat                                         | Rock The Rebel / Metal The Devil                              | #43              |
| 12 juni      | Billie the Vision and the Dancers               | I Used To Wander These Streets                                | #45              |
| 12 juni      | Wahlströms                                      | Om du vore här                                                | #50              |
| 12 juni      | Uriah Heep                                      | Wake The Sleeper                                              | #55              |
| 19 juni      | Coldplay                                        | Viva la Vida or Death and All His Friends                     | #1 (Platina)     |
| 19 juni      | Eric Gadd                                       | Stockholm står kvar men jag ligger                            | #6               |
| 19 juni      | Emmylou Harris                                  | All I Intended To Be                                          | #10              |
| 19 juni      | Kristian Anttila                                | Lille Napoleon                                                | #14              |
| 19 juni      | Robert Wells                                    | The Best Of Rhapsody 1998-2008                                | #6               |
| 19 juni      | Thore Skogman                                   | Thore Goes Metal                                              | #24              |
| 19 juni      | Dolly Parton                                    | The Essential Dolly Parton                                    | #46              |
| 19 juni      | My Morning Jacket                               | Evil Urges                                                    | #55              |
| 19 juni      | Studio                                          | Yearbook 2                                                    | #58              |
| 26 juni      | Judas Priest                                    | Nostradamus                                                   | #5               |
| 26 juni      | Evert Taube                                     | Mästerverk!                                                   | #6               |
| 26 juni      | Fleet Foxes                                     | Fleet Foxes                                                   | #16              |
| 26 juni      | Trazan & Banarne                                | Swingtajm! Trazan & Banarnes 30-årsskiva!                     | #28              |
| 26 juni      | Dennis Wilson                                   | Pacific Ocean Blue                                            | #32              |
| 26 juni      | Cult Of Luna                                    | Eternal Kingdom                                               | #47              |
| 26 juni      | The Offspring                                   | Rise And Fall, Rage And Cage                                  | #52              |
| Juli         |                                                 |                                                               |                  |
| 3 juli       | The Real Group                                  | Håll musiken igång – The Real Group sjunger Povel             | #4               |
| 3 juli       | Mötley Crüe                                     | Saints of Los Angeles                                         | #5               |
| 3 juli       | Amy Macdonald                                   | This Is The Life                                              | #5 (Guld)        |
| 3 juli       | Hammerfall                                      | Rebels With A Cause                                           | #15              |
| 3 juli       | Jonas Brothers                                  | Jonas Brothers                                                | #16              |
| 3 juli       | Sigur Rós                                       | Með suð í eyrum við spilum endalaust                          | #29              |
| 3 juli       | Blackmore's Night                               | Secret Voyage                                                 | #44              |
| 3 juli       | Jordin Sparks                                   | Jordin Sparks                                                 | #57              |
| 10 juli      | Patrik Isaksson                                 | 10 år: En snäll mans bekännelser                              | #3 (Guld)        |
| 10 juli      | Smokie                                          | Eclipse Acoustic                                              | #20              |
| 10 juli      | My Chemical Romance                             | The Black Parade Is Dead!                                     | #29              |
| 10 juli      | David Bowie                                     | Live In Santa Monica                                          | #40              |
| 10 juli      | Bruce Springsteen                               | Live/1975-1985                                                | #43 (Platina)    |
| 17 juli      | Lisa Miskovsky                                  | Last Year's Songs – Greatest Hits                             | #13              |
| 17 juli      | Lindsey Buckingham                              | Live At The Bass Performance Hall                             | #48              |
| 17 juli      | Maria Haukaas Storeng                           | Hold On Be Strong                                             | #53              |
| 24 juli      | Basshunter                                      | Now You're Gone – The Album                                   | #38              |
| 24 juli      | Band of Horses                                  | Everything All The Time                                       | #58              |
| 31 juli      | Lars Winnerbäck                                 | Vi var där blixten hittade ner – Live hösten 2007             | #1               |
| 31 juli      | Alice Cooper                                    | Along Came a Spider                                           | #25              |
| 31 juli      | Nine Inch Nails                                 | The Slip                                                      | #35              |
| 31 juli      | Iron Maiden                                     | Live After Death                                              | #51 (Guld)       |
| 31 juli      | Primal Scream                                   | Beautiful Future                                              | #57              |
| Augusti      |                                                 |                                                               |                  |
| 7 augusti    | Abalone Dots                                    | Traveler                                                      | #8               |
| 7 augusti    | Kid Rock                                        | Rock N Roll Jesus                                             | #8               |
| 7 augusti    | Scars on Broadway                               | Scars on Broadway                                             | #54              |
| 21 augusti   | Backyard Babies                                 | Backyard Babies                                               | #1               |
| 21 augusti   | Kurt Nilsen                                     | Rise To The Occasion                                          | #39              |
| 21 augusti   | Conor Oberst                                    | Conor Oberst                                                  | #40              |
| 28 augusti   | Eva Cassidy                                     | Somewhere                                                     | #16              |
| 28 augusti   | Renée Fleming                                   | Four Last Songs                                               | #23              |
| 28 augusti   | Casanovas                                       | Nu kommer jag tillbaks                                        | #39              |
| 28 augusti   | Joe Bonamassa                                   | Live – From Nowhere In Particular                             | #43              |
| 28 augusti   | Black Stone Cherry                              | Folklore And Superstition                                     | #45              |
| 28 augusti   | John Mellencamp                                 | Life Death Love And Freedom                                   | #53              |
| September    |                                                 |                                                               |                  |
| 5 september  | Slipknot                                        | All Hope Is Gone                                              | #1               |
| 5 september  | E.S.T.                                          | Leucocyte                                                     | #2 (Guld)        |
| 5 september  | Drifters                                        | Tycker om dig – svängiga låtar från förr                      | #2               |
| 5 september  | Volbeat                                         | Guitar Gangsters & Cadillac Blood                             | #4               |
| 5 september  | The Fantastic Four                              | The Fantastic Four                                            | #5               |
| 5 september  | Jeremias Session Band                           | Trastland                                                     | #6               |
| 5 september  | Flamingokvintetten                              | Bästa!                                                        | #8               |
| 5 september  | Motörhead                                       | Motörizer                                                     | #10              |
| 5 september  | Smurfarna                                       | Smurfparty                                                    | #10              |
| 5 september  | The Verve                                       | Forth                                                         | #34              |
| 5 september  | Lazee                                           | Setting Standards                                             | #40              |
| 5 september  | Arash                                           | Donya                                                         | #48              |
| 5 september  | Volbeat                                         | The Strength/The Sound/The Songs                              | #49              |
| 5 september  | The Game                                        | L.A.X.                                                        | #51              |
| 12 september | Sophie Zelmani                                  | The Ocean And Me                                              | #1               |
| 12 september | Detektivbyrån                                   | Wermland                                                      | #3               |
| 12 september | The Script                                      | The Script                                                    | #6               |
| 12 september | Roland Cedermark                                | Pärleporten                                                   | #12              |
| 12 september | Brian Wilson                                    | That Lucky Old Sun                                            | #33              |
| 12 september | Iced Earth                                      | The Crucible Of Man – Something Wicked Part 2                 | #46              |
| 12 september | Rodney Crowell                                  | Sex & Gasoline                                                | #48              |
| 12 september | DragonForce                                     | Ultra Beatdown                                                | #50              |
| 19 september | Metallica                                       | Death Magnetic                                                | #1 (2 x Platina) |
| 19 september | Eva Eastwood                                    | Well Well Well                                                | #2               |
| 19 september | Bullet                                          | Bite The Bullet                                               | #3               |
| 19 september | Ammotrack                                       | Ammotrack                                                     | #21              |
| 19 september | Calexico                                        | Carried To Dust                                               | #31              |
| 19 september | Emil Jensen                                     | Emil Jensen                                                   | #35              |
| 19 september | Bobo Stenson Trio                               | Cantando                                                      | #49              |
| 19 september | Woven Hand                                      | Ten Stones                                                    | #52              |
| 19 september | Okkervil River                                  | The Stand Ins                                                 | #57              |
| 26 september | Christer Sjögren                                | Mitt sköna sextiotal                                          | #2 (Platina)     |
| 26 september | Evergrey                                        | Torn                                                          | #4               |
| 26 september | Black Jack                                      | Inget stoppar oss nu "Inatt inatt"/Det bästa med              | #10              |
| 26 september | Amon Amarth                                     | Twilight Of The Thunder God                                   | #11              |
| 26 september | The Haunted                                     | Versus                                                        | #14              |
| 26 september | Sonic Syndicate                                 | Love and Other Disasters                                      | #15              |
| 26 september | Katy Perry                                      | One of the Boys                                               | #19 (Guld)       |
| 26 september | Sugarplum Fairy                                 | The Wild One                                                  | #22              |
| 26 september | Europe                                          | Almost Unplugged                                              | #23              |
| 26 september | Queen + Paul Rodgers                            | The Cosmos Rocks                                              | #24              |
| 26 september | Lindsey Buckingham                              | Gift Of Screws                                                | #35              |
| Oktober      |                                                 |                                                               |                  |
| 3 oktober    | Bo Kaspers Orkester                             | 8                                                             | #2 (Guld)        |
| 3 oktober    | Hello Saferide                                  | More Modern Short Stories from Hello Saferide                 | #3               |
| 3 oktober    | Steve Dobrogosz & Anna Christoffersson          | Rivertime                                                     | #7               |
| 3 oktober    | Kings of Leon                                   | Only By The Night                                             | #8               |
| 3 oktober    | Fatboy                                          | In My Bones                                                   | #14              |
| 3 oktober    | David Gilmour                                   | Live In Gdansk                                                | #24              |
| 3 oktober    | Rebecka Törnqvist                               | The Cherry Blossom & The Skyline Rising From The Street       | #31              |
| 3 oktober    | The Rasmus                                      | Black Roses                                                   | #32              |
| 3 oktober    | Viktoria Tolstoy                                | My Russian Soul                                               | #50              |
| 3 oktober    | Nordpolen                                       | På Nordpolen                                                  | #51              |
| 3 oktober    | Jackson Browne                                  | Time The Conqueror                                            | #57              |
| 10 oktober   | Thorleifs                                       | Förälskade                                                    | #1 (Guld)        |
| 10 oktober   | Glasvegas                                       | Glasvegas                                                     | #5 (Guld)        |
| 10 oktober   | Irya's Playground                               | Irya's Playground                                             | #5               |
| 10 oktober   | Bob Dylan                                       | Tell Tale Signs: The Bootleg Series Vol. 8                    | #7               |
| 10 oktober   | Bette Midler                                    | The Best Bette                                                | #10              |
| 10 oktober   | Dream Theater                                   | Chaos In Motion 2007-2008                                     | #16              |
| 10 oktober   | Uno Svenningsson                                | Jag sjunger för dig                                           | #19              |
| 10 oktober   | Johnny Logan                                    | Irishman In America                                           | #24              |
| 10 oktober   | Mole                                            | Ready To Go                                                   | #48              |
| 10 oktober   | Filmmusik                                       | Hannah Montana 2: Meet Miley Cyrus                            | #50              |
| 10 oktober   | Helmut Lotti                                    | Time To Swing                                                 | #51              |
| 17 oktober   | Sonja Aldén                                     | Under mitt tak                                                | #3               |
| 17 oktober   | Agnetha Fältskog                                | My Very Best                                                  | #4 (Guld)        |
| 17 oktober   | Oasis                                           | Dig Out Your Soul                                             | #8               |
| 17 oktober   | Ane Brun                                        | Sketches                                                      | #15              |
| 17 oktober   | The Clash                                       | Live At Shea Stadium                                          | #26              |
| 17 oktober   | Nina Ramsby Ludvig Berghe Trio                  | Du har blivit stor nu (en kamp!)                              | #34              |
| 24 oktober   | AC/DC                                           | Black Ice                                                     | #1 (2 x Platina) |
| 24 oktober   | Michael Jackson                                 | King Of Pop – The Swedish Collection                          | #3               |
| 24 oktober   | Markus Fagervall                                | Steal My Melody                                               | #11              |
| 24 oktober   | Keane                                           | Perfect Symmetry                                              | #18              |
| 24 oktober   | Lucinda Williams                                | Little Honey                                                  | #25              |
| 24 oktober   | AC/DC                                           | Back in Black                                                 | #43              |
| 31 oktober   | Jill Johnson                                    | Baby Blue Paper                                               | #3 (Guld)        |
| 31 oktober   | Abba                                            | The Albums (9CD Box Set)                                      | #4               |
| 31 oktober   | Mimikry                                         | Alderland                                                     | #27              |
| 31 oktober   | Take 6                                          | The Standard                                                  | #34              |
| 31 oktober   | Bryn Terfel                                     | Scarborough Fair                                              | #35              |
| 31 oktober   | Anna Maria Espinosa                             | Glowing with You                                              | #37              |
| 31 oktober   | Yngwie Malmsteen's Rising Force                 | Perpetual Flame                                               | #52              |
| 31 oktober   | David Sandström Overdrive                       | Pigs Lose                                                     | #56              |
| 31 oktober   | Caro & El Club Vigil                            | Further On The Way                                            | #57              |
| November     |                                                 |                                                               |                  |
| 7 november   | Kent                                            | Box 1991-2008                                                 | #1 (Guld)        |
| 7 november   | P!nk                                            | Funhouse                                                      | #3 (Guld)        |
| 7 november   | Agnes                                           | Dance Love Pop                                                | #5               |
| 7 november   | Hasse Alfredson/Tage Danielsson/Lasse O'Månsson | Lindemans låda – fullare än någonsin                          | #8               |
| 7 november   | Frida Hyvönen                                   | Silence Is Wild                                               | #9               |
| 7 november   | Anastacia                                       | Heavy Rotation                                                | #15 (Guld)       |
| 7 november   | Tiger Lou                                       | A Partial Print                                               | #24              |
| 7 november   | Katie Melua                                     | The Katie Melua Collection                                    | #25              |
| 7 november   | Hanna Hedlund                                   | Det är jag som är mamman                                      | #27              |
| 7 november   | Andreas Johnson                                 | Rediscovered                                                  | #29              |
| 7 november   | Pain                                            | Cynic Paradise                                                | #30              |
| 7 november   | Division of Laura Lee                           | Violence Is Timeless                                          | #34              |
| 7 november   | Pernilla Andersson                              | Gör dig till hund                                             | #34              |
| 7 november   | The Cure                                        | 4:13 Dream                                                    | #36              |
| 7 november   | John Legend                                     | Evolver                                                       | #38              |
| 7 november   | Ryan Adams                                      | Cardinology                                                   | #41              |
| 7 november   | Lordi                                           | Deadache                                                      | #42              |
| 7 november   | Cradle of Filth                                 | Godspeed On The Devil's Thunder                               | #49              |
| 7 november   | Jonas Brothers                                  | A Little Bit Longer                                           | #54              |
| 7 november   | Axel Rudi Pell                                  | Tales Of The Crown                                            | #56              |
| 7 november   | Ossler                                          | Ett brus                                                      | #58              |
| 14 november  | Timbuktu                                        | En High 5 & 1 Falafel                                         | #5               |
| 14 november  | Seal                                            | Soul                                                          | #6 (Guld)        |
| 14 november  | Satyricon                                       | The Age of Nero                                               | #26              |
| 14 november  | Sarah Brightman                                 | A Winter Symphony                                             | #32              |
| 14 november  | Grace Jones                                     | Hurricane                                                     | #34              |
| 21 november  | Anna Ternheim                                   | Leaving On A Mayday                                           | #1 (Guld)        |
| 21 november  | Il Divo                                         | The Promise                                                   | #1 (Platina)     |
| 21 november  | Lena + Orup                                     | Dubbel                                                        | #2 (Platina)     |
| 21 november  | Lasse Stefanz                                   | Svängjul                                                      | #4 (Platina)     |
| 21 november  | Enya                                            | And Winter Came...                                            | #4 (Guld)        |
| 21 november  | Magnus Carlsson                                 | Re:Collection 93-08                                           | #7               |
| 21 november  | Josh Groban                                     | A Collection                                                  | #10 (Guld)       |
| 21 november  | Charlotte Perrelli                              | Rimfrostjul                                                   | #12 (Guld)       |
| 21 november  | Edguy                                           | Tinnitus Sanctus                                              | #28              |
| 21 november  | Tracy Chapman                                   | Our Bright Future                                             | #35              |
| 21 november  | Christina Aguilera                              | Keeps Gettin' Better – A Decade Of Hits                       | #41              |
| 21 november  | D-A-D                                           | Monster Philosophy                                            | #46              |
| 21 november  | Ole Ivars                                       | Hålligång-låtarna                                             | #47              |
| 28 november  | Ulf Lundell                                     | Omaha                                                         | #1 (Guld)        |
| 28 november  | Sanna, Shirley, Sonja                           | Our Christmas                                                 | #1 (Platina)     |
| 28 november  | The Priests                                     | The Priests                                                   | #3 (Platina)     |
| 28 november  | Guns N' Roses                                   | Chinese Democracy                                             | #4 (Guld)        |
| 28 november  | Amy Diamond                                     | En helt ny jul                                                | #8 (Guld)        |
| 28 november  | Nickelback                                      | Dark Horse                                                    | #9               |
| 28 november  | Vikingarna                                      | Den sista dansen – live från Arvika                           | #12 (Guld)       |
| 28 november  | Luciano Pavarotti                               | The Duets                                                     | #16              |
| 28 november  | Titiyo                                          | Hidden                                                        | #18              |
| 28 november  | Dido                                            | Safe Trip Home                                                | #20              |
| 28 november  | Beyoncé                                         | I Am... Sasha Fierce                                          | #35              |
| 28 november  | Rod Stewart                                     | Some Guys Have All The Luck                                   | #38              |
| 28 november  | The Fireman (Paul McCartney & Youth)            | Electric Arguments                                            | #52              |
| 28 november  | Marianne Faithfull                              | Easy Come Easy Go                                             | #58              |
| December     |                                                 |                                                               |                  |
| 5 december   | Per Gessle                                      | Party Crasher                                                 | #2 (Platina)     |
| 5 december   | Eldkvarn                                        | Hunger Hotell                                                 | #9               |
| 5 december   | The Soundtrack of Our Lives                     | Communion                                                     | #10              |
| 5 december   | The Killers                                     | Day & Age                                                     | #8 (Guld)        |
| 5 december   | Britney Spears                                  | Circus                                                        | #19              |
| 5 december   | Timo Räisänen                                   | ...And Then There Was Timo                                    | #13              |
| 5 december   | Christian Walz                                  | The Corner                                                    | #31              |
| 5 december   | Nils Landgren                                   | Christmas With My Friends II                                  | #44              |
| 5 december   | Tom Jones                                       | 24 Hours                                                      | #50              |
| 5 december   | Linkin Park                                     | Road To Revolution                                            | #54              |
| 12 december  | Darin                                           | Flashback                                                     | #10              |
| 12 december  | Markoolio                                       | Jag är konst                                                  | #30              |
| 12 december  | Petter                                          | X – Greatest Hits                                             | #31              |
| 12 december  | Glasvegas                                       | Glasvegas (Christmas Deluxe Edition)                          | #43              |
| 12 december  | Neil Young                                      | Sugar Mountain: Live at Canterbury House 1968                 | #47              |
| 12 december  | Frank Sinatra                                   | Nothing But The Best (Limited Christmas Edition)              | #54              |
| 12 december  | Glasvegas                                       | A Snowflake Fell (And It Felt Like A Kiss)                    | #59              |
| 19 december  | Kiss                                            | Ikons                                                         | #42              |
| 29 december  | Scotts                                          | På vårt sätt                                                  | #1 (Platina)     |
| 29 december  | Zillah & Totte                                  | Det låter apa                                                 | #7               |
| 29 december  | Coldplay                                        | Viva la Vida – Prospekts March (Special Edt)                  | #39              |

## Årets singlar och hitlåtar

### Listettor
Sverigetopplistan
| Datum                  | Låttitel                       | Artist/grupp       | Bakgrund |
| ---------------------- | ------------------------------ | ------------------ | -------- |
| 7 februari 2008 (5v)   | Do You Love Me?                | Amanda Jenssen     | Sverige  |
| 14 mars 2008 (5v)      | Hero                           | Charlotte Perrelli | Sverige  |
| 17 april 2008 (6v)     | Jennie Let Me Love You         | E.M.D              | Sverige  |
| 29 maj 2008 (1v)       | Fotbollsfest                   | Elias feat. Frans  | Sverige  |
| 5 juni 2008 (1v)       | Cliffs of Gallipoli            | Sabaton            | Sverige  |
| 12 juni 2008 (1v)      | Sverige, det bästa på vår jord | Markoolio          | Sverige  |
| 19 juni 2008 (1v)      | I'm Yours                      | Jason Mraz         | USA      |
| 26 juni 2008 (1v)      | Football is Our Religion       | Rednex             | Sverige  |
| 3 juli 2008 (3v)       | I'm Yours                      | Jason Mraz         | USA      |
| 24 juli 2008 (1v)      | Curly Sue                      | Takida             | Sverige  |
| 31 juli 2008 (1v)      | Pick me up                     | Emilia de Poret    | Sverige  |
| 7 augusti 2008 (1v)    | I Kissed a Girl                | Katy Perry         | USA      |
| 14 augusti 2008 (2v)   | Raise the banner               | The Poodles        | Sverige  |
| 28 augusti 2008 (1v)   | Där du andas                   | Marie Fredriksson  | Sverige  |
| 5 september 2008 (3 v) | I Kissed a Girl                | Katy Perry         | USA      |
| 26 september 2008 (1v) | Nu när du gått                 | Lena + Orup        | Sverige  |
| 3 oktober 2008 (1v)    | Alone                          | E.M.D.             | Sverige  |
| 10 oktober 2008 (1v)   | Nu när du gått                 | Lena + Orup        | Sverige  |
| 17 oktober 2008 (1v)   | Womanizer                      | Britney Spears     | USA      |
| 24 oktober 2008 (1v)   | A Million Candles Burning      | Martin Stenmarck   | Sverige  |
| 31 oktober 2008 (1v)   | Silly Really                   | Per Gessle         | Sverige  |
| 7 november 2008 (4v)   | If I Were a Boy                | Beyoncé            | USA      |
| 5 december 2008 (2v)   | Radio                          | Danny              | Sverige  |
| 19 december 2008 (2v)  | With Every Bit of Me           | Kevin Borg         | Sverige  |

Tracks
- 5 januari-8 mars: Takida – Curly Sue
- 15 mars: Håkan Hellström – För en lång lång tid (Guld)
- 22-29 mars: BWO – Lay Your Love on Me
- 5-12 april: Maia Hirasawa – The Worrying Kind
- 19 april-10 maj: Håkan Hellström – För en lång lång tid
- 17 maj: Coldplay – Violet Hill
- 24 maj-7 juni: Jason Mraz – I'm Yours
- 23-30 augusti: Katy Perry – I Kissed a Girl
- 6 september-1 november: Coldplay – Viva la vida
- 8 november: The Killers – Human
- 15-22 november: Coldplay – Viva la vida
- 29 november: Takida – Handlake Village
- 6-13 december: The Killers – Human

Svensktoppen
- 6 januari: Lars Winnerbäck & Miss Li – Om du lämnade mig nu (Guld)
- 13 januari-23 mars: Benny Anderssons Orkester med Tommy Körberg – Fait accomplit
- 30 mars-6 april: BWO – Lay Your Love on Me
- 13 april: Rongedal – Just a Minute (Guld)
- 20 april-28 september: Sanna Nielsen – Empty Room (Platina)
- 5 oktober-2 november: Benny Anderssons Orkester med Helen Sjöholm – Du är min man
- 9 november-7 december: Sanna Nielsen – Empty Room
- 14-28 december: Lars Winnerbäck & Miss Li – Om du lämnade mig nu

DigiListan
- 6-13 januari: Leona Lewis – Bleeding Love (Guld)
- 20 januari-2 mars: Amanda Jenssen – Do You Love Me?
- 9 mars: Velvet – Déjà Vu
- 16 mars-6 april: Charlotte Perrelli – Hero
- 13 april-11 maj: Madonna & Justin – 4 Minutes (Guld)
- 18 maj: Kate Ryan – Ella elle l'a (Platina)
- 25 maj: Brolle – Det är hon
- 1 juni: Lars Winnerbäck – Strimmor
- 8 juni: Brolle – Det är hon
- 15 juni-6 juli: Jason Mraz – I'm Yours
- 13 juli: Kate Ryan – Ella elle l'a
- 20 juli: Jason Mraz – I'm Yours
- 27 juli-3 augusti: Takida – Curly Sue
- 10 augusti-21 september: Katy Perry – I Kissed a Girl
- 28 september: Lena + Orup – Nu när du gått
- 5-12 oktober: Katy Perry – I Kissed a Girl
- 19 oktober: Britney Spears – Womanizer
- 26 oktober: Darin feat. Kat De Luna – Breathing Your Love (Guld)
- 2 november: Per Gessle – Silly Really
- 9 november-7 december: Beyoncé – If I Were A Boy
- 14 december: Katy Perry – Hot 'N' Cold
- 21 december: Kevin Borg – With Every Bit of Me
- 25 december – Eartha Kitt, 81, amerikansk skådespelare och sångare.

### Övriga singlar
(Siffra indikerar högsta placering på Sverigetopplistan)
- 1. Travis – Something Anything
- 2. Basshunter feat. DJ Mental Theo's Bazzheadz – Now You're Gone
- 2. Andra generationen – Kebabpizza Slivovitza
- 2. Ola – Love in Stereo (Guld)
- 2. Sebastian Krantz – Du och jag
- 2. Star Pilots – In The Heat Of The Night (Guld)
- 2. Ola – Feel-good (2 x Platina)
- 2. P!nk – So What (Guld)
- 2. Alexander – I'm Sorry
- 3. Michael Jackson feat. Akon – Wanna Be Startin' Somethin' 2008
- 3. Duffy – Mercy (Guld)
- 3. E-Type & The Poodles – Line of Fire
- 3. Linda Bengtzing – Hur svårt kan det va? (Guld)
- 3. Kid Rock – All Summer Long
- 3. Metallica – The Day That Never Comes
- 3. Lady Gaga & Colby O'Donis – Just Dance (Guld)
- 3. Ane Brun – Big In Japan
- 3. Amy Macdonald – This Is The Life
- 3. Guns N' Roses – Chinese Democracy
- 4. Lazee – Rock Away
- 4. Alcazar – We Keep On Rockin' (Guld)
- 4. Snoop Dogg feat. Robyn – Sensual Seduction
- 4. Jonathan Fagerlund – Playing Me
- 4. Amanda Jenssen – Amarula Tree
- 4. Sébastien Tellier – Divine
- 4. Magnus Carlsson – Crazy Summer Nights
- 4. Rihanna – Disturbia
- 4. Lady Gaga – Poker Face
- 4. Markoolio – The Markoolio Anthem
- 4. The Hives & Cyndi Lauper – A Christmas Duel
- 5. Eric Gadd – Tvåhundratusen
- 5. Wahlgren – Ta några steg
- 5. Leona Lewis – Better In Time/Footprints In The Sand
- 5. Deejay Jay feat. Pandora – Call Me
- 5. Oasis – The Shock Of The Lightning
- 5. Ane Brun – True Colors
- 6. Nordman – I lågornas sken (Guld)
- 6. Sibel – That is Where I'll Go
- 6. Basshunter – Please Don't Go
- 6. Enrique Iglesias – Can You Hear Me
- 6. Crossfire – Lady
- 6. DJ Tune feat. Orremannen – Bag In Da Box
- 6. Eric Prydz – Pjanoo
- 6. Markus Fagervall – If You Don't Mean It
- 6. T.I. feat. Rihanna – Live Your Life
- 6. Nickelback – Gotta Be Somebody
- 7. Fragma – Toca's Miracle 2008
- 7. Caracola – Smiling In Love
- 7. Kleerup feat. Titiyo – Longing For Lullabies
- 7. Shan "The Man" Atci – Toarulle
- 7. Zara – My Heart Will Go On
- 7. Sahara Hotnights – In Private
- 7. Leona Lewis – Forgive Me
- 8. Usher feat. Young Jeezy – Love In This Club
- 8. Amy Diamond – Thank You
- 8. Maria Haukaas Storeng – Hold On Be Strong
- 8. Miss Li – Oh Boy
- 8. Arash feat. Rebecca – Suddenly
- 8. Britney Spears – Radar
- 8. Velvet – Take My Body Close
- 8. Guru Josh Project – Infinity 2008
- 8. Agnes – On And On (Guld)
- 8. Britney Spears – Circus
- 9. Frida feat. Headline – Upp o hoppa
- 9. Kent – Generation Ex
- 9. Elin Lanto – Speak 'N Spell
- 9. Pauline – Never Said I Was An Angel
- 9. Jessie – Blind
- 9. Bad Influence feat. Dyce – Tarzan Boy
- 9. Daniel Karlsson – Would You Believe?
- 9. Kevin Borg – Livin' on a Prayer
- 10. OneRepublic – Stop And Stare
- 10. Patrik Isaksson & Bandet – Under mitt tunna skinn
- 10. Jordin Sparks feat. Chris Brown – No Air (Guld)
- 10. Mole – Say My Name
- 10. Bruce Springsteen – The River
- 10. Nickelback – Rockstar
- 10. The Verve – Love Is Noise
- 10. Alcazar – Inhibitions
- 10. R.I.O. – Shine On
- 11. Timbaland feat. Keri Hilson & Nicole Scherzinger – Scream
- 11. Madcon – Beggin
- 11. Britney Spears – Break The Ice
- 11. Fronda – Ingen mår så bra som jag
- 11. Johnson & Häggkvist – One Love
- 11. Kanye West – Love Lockdown
- 12. 250 Kg Kärlek – Sug på den
- 12. Lasse Lindh – Du behöver aldrig mer vara rädd
- 12. Justin Hopkins – Why Would God Come To LA
- 12. Rihanna – Take A Bow
- 12. Rodolfo Chikilicuatre – Baila el chikichiki
- 12. Ellinor – Supergirl
- 12. Swingfly – Singing That Melody
- 12. P!nk – Sober
- 12. NEO – You Make Me Feel Like Dancing
- 13. Armand van Helden – I Want Your Soul
- 13. Johnson & Häggkvist – Lucky Star
- 13. Mika – Lollipop
- 13. Suzzie Tapper – Visst finns mirakel
- 13. Caroline Larsson – Hold On My Heart (Hey It's Alright)
- 13. Kristian Anttila – Smutser
- 13. Vanessa Da Mata – Ai Ai Ai
- 13. Madonna – Give It 2 Me
- 13. Club 8 – Jesus, Walk With Me
- 14. Laleh – Snö
- 14. In Flames – The Mirror's Truth
- 14. Mariah Carey – Touch My Body
- 14. Estelle feat. Kanye West – American Boy
- 14. Form One – Away
- 14. Sir Duke – Hot Summer Nights
- 14. Metallica – Cyanide
- 14. Joakim Berg – Nåt för dem som väntar
- 14. Anna Ternheim – What Have I Done
- 15. The Last Goodnight – Pictures Of You
- 15. Kylie – In My Arms
- 15. Christer Sjögren – I Love Europe
- 15. M. Pokora feat. Timbaland & Sebastian – Dangerous
- 15. Easy Action – We Go Rocking
- 15. BWO – The Bells of Freedom
- 15. Metallica – My Apocalypse
- 15. Jack White & Alicia Keys – Another Way to Die
- 15. Robin Bengtsson – Fields of Gold
- 16. Lenny Kravitz – I'll Be Waiting
- 16. Renegade Five – Love Will Remain
- 16. What's Up! – If I Told You Once
- 16. Dolly Parton – Jolene
- 16. Duffy – Warwick Avenue
- 16. Ironik – Stay With Me
- 16. Bonnie Raitt – Have A Heart
- 16. Elin Lanto – Discotheque
- 17. Flo Rida feat. T-Pain – Low
- 17. R.E.M. – Supernatural Superstitious
- 17. Sara Bareilles – Love Song
- 17. Alexander Schöld – Den första svalan
- 17. Mange Schmidt – Inget att förlora
- 17. Chris Brown – Forever
- 17. Robyn – Cobrastyle
- 17. Anastacia – I Can Feel You
- 17. Sonja Aldén – Du får inte
- 17. Christian Walz – What's Your Name
- 17. Ulf Lundell – Hitza hitz
- 17. Glasvegas – A Snowflake Fell (And It Felt Like A Kiss)
- 18. Kent – Förändring
- 18. Kat Deluna feat. Busta Rhymes – Run The Show
- 18. The Pussycat Dolls – When I Grow Up
- 18. Axwell & Bob Sinclar – What A Wonderful World
- 18. Elov & Beny – Singel & sökande
- 19. Kanye West feat. Chris Martin – Homecoming
- 19. Emmy – skajagprova@hotmail.com
- 19. Flo Rida feat. Timbaland – Elevator
- 19. Katie Melua & Eva Cassidy – What A Wonderful World
- 20. Lykke Li – Little Bit
- 20. Flo Rida feat. will.i.am – In The Ayer
- 20. Larz-Kristerz – Purple Rain
- 21. Usher – Moving Mountains
- 21. Akon feat. Lil' Wayne – I'm So Paid
- 21. T-Pain feat. Lil' Wayne – Can't Believe It
- 21. Robin Bengtsson – My Love Is Your Love
- 21. Coldplay – Lost
- 22. Shaggy feat. Trix & Flix – Feel The Rush (Mascots Song)
- 22. Eva Eastwood – My, My, My
- 22. Daughtry – Over You
- 22. Jay-Z & T.I. feat. Kanye West & Lil' Wayne – Swagga Like Us
- 22. A Camp – Stronger Than Jesus
- 22. Brandy – Right Here (Departed)
- 23. Foo Fighters – Long Road To Ruin
- 23. Veronica Maggio – Måndagsbarn
- 23. Elvis Presley – Baby Let's Play House
- 23. Lasse & Timo – Kom kampsång
- 23. Ting Tings – That's Not My Name
- 23. Bo Kaspers Orkester – Innan allt försvinner
- 24. Thérèse Andersson – When You Need Me
- 24. Amy Winehouse – Tears Dry On Their Own
- 24. Sailon – Sacred
- 24. Busta Rhymes feat. Linkin Park – We Made It
- 24. Jason Mraz – Make It Mine
- 24. Bruce Springsteen – Dream Baby Dream
- 25. James Blunt – Same Mistake
- 25. Radiohead – Nude
- 25. The Script – We Cry
- 25. Gabriella Cilmi – Sweet About Me
- 25. Glasvegas – Geraldine
- 25. Winding Stairs – Shadow Stripes
- 25. Kevin Borg – If Tomorrow Never Comes
- 25. Madonna – Miles Away
- 25. Bruce Springsteen – The Wrestler
- 26. Martin Stenmarck – Rubb och stubb
- 26. Morrissey – That's How People Grow Up
- 26. Oasis – Falling Down
- 26. Kevin Borg – Hot In Here
- 27. Carolina Gynning – Guld
- 27. Guns N' Roses – Better
- 27. Scotts – Om igen
- 28. Ida Corr – Ride My Tempo
- 28. Dima Bilan – Believe
- 28. Jonas Brothers – SOS
- 28. Slipknot – Psychosocial
- 28. The Script – The Man Who Can't Be Moved
- 28. Johan Palm – Poison
- 28. Jordin Sparks – Tattoo
- 29. Reyachristina – Evelina
- 29. Lil Wayne – Lollipop
- 29. Sonja Aldén – Nån som du
- 29. Renegade Five – Darkest Age
- 29. Snow Patrol – Crack The Shutters
- 29. Lisa Miskovsky – Still Alive
- 29. Kevin Borg – Higher And Higher
- 29. Glasvegas – Please Come Back Home
- 30. Michael Michailoff – That's Love
- 30. Lars Winnerbäck – En tätort på en slätt
- 30. Amanda Jenssen – Greetings From Space
- 30. Veronica Maggio – Stopp
- 30. Lazee feat. Neverstore – Hold On
- 30. Daniel Powter – Next Plane Home
- 30. Alice Svensson – Girlfriend
- 31. Chris Brown – With You
- 31. Kent – Vy från ett luftslott
- 31. Loveman – Further Down The Hall
- 32. Calaisa – If I Could
- 32. Magnus Uggla – 24 timmar
- 32. Kylie Minogue – Wow
- 32. Alicia Keys – Superwoman
- 32. Priddyboy – It's Dancy Time!
- 32. Johan Palm – Friday I'm in Love
- 32. Duffy – Rain On Your Parade
- 33. Sanna Nielsen – Nobody Without You
- 33. Antony and the Johnsons – Another World EP
- 33. Laurent Wolf feat Eric Carter – No Stress
- 33. Kevin Borg – Living La Vida Loca
- 34. Bruce Springsteen – Born In The USA
- 34. Kramis – Kramsången
- 34. Metallica – The Unforgiven III
- 35. David Guetta feat. Cozi – Baby When The Light
- 35. Elin Lanto – My Favourite Pair Of Jeans
- 35. Kleerup with Marit Bergman – 3am
- 35. Hani – Wait Forever
- 35. Alice Svensson – Heaven's On Fire
- 36. Ainbusk – Jag saknar dig ibland
- 36. Eva Dahlgren & Peter Jöback – Himlen är inget tak
- 36. David Archuleta – Crush
- 36. Kevin Borg & Anna Bergendahl – (I've Had) The Time Of My Life
- 36. Robin Bengtsson – Black or White
- 37. Adele – Chasing Pavements
- 37. Dolly Parton – 9 To 5
- 37. Kevin Borg – In the Shadows
- 37. Bruce Springsteen – Working On A Dream
- 38. Shayne Ward – No You Hang Up
- 38. Kalomira – Secret Combination
- 38. Alphabeat – Fascination
- 38. Kurt Nilsen – Rise To The Occasion
- 38. Glasvegas – F**k You, It's Over
- 39. Kent – Berlin
- 39. Björk feat. Thom Yorke – Nattura
- 39. Robin Bengtsson – (Sittin' On) The Dock Of The Bay
- 39. Sanna, Shirley, Sonja – All I Want for Christmas Is You
- 40. Brandur – Lullaby
- 40. The Nicole – Razborka
- 40. Ne-Yo – Closer
- 40. Kevin Borg – Lyssna till ditt hjärta
- 40. Snow Patrol – Take Back The City
- 40. Glasvegas – Cruel Moon
- 41. Michael Jackson with will.i.am – The Girl Is Mine 2008
- 41. Janet Jackson – Feedback
- 41. Chairmen Of The Board – Give Me Just A Little More Time
- 41. Frida Hyvönen – Dirty Dancing
- 41. Take That – Greatest Day
- 41. Salem Al Fakir – It's Only You, Part II
- 41. Sanna, Shirley, Sonja – My Grown Up Christmas List
- 42. Salem Al Fakir – It's True
- 42. David Urwitz – En eftermiddag
- 42. Placebo – Running Up That Hill
- 42. Slipknot – All Hope Is Gone
- 42. Miss Li – Ba Ba Ba
- 42. The Hellacopters – Darling Darling
- 42. Johan Palm – Johnny the Rucker
- 42. Glasvegas – Silent Night (Noapte De Vis)
- 43. Salem Al Fakir – This Is Who I Am
- 43. Michael Jackson with Fergie – Beat It 2008
- 43. Face-84 – Alla gamla x
- 43. Franz Ferdinand – Take Me Out
- 43. Hello Saferide – Anna
- 43. Robin Ericsson & Johan Palm – We Built This City
- 43. Johan Palm – Free Falling
- 43. Glasvegas – Careful What You Wish For
- 44. Joakim & Joel – Ser jag tjock ut i den här?
- 44. Brolle – Världens hörn
- 44. Metallica – The Judas Kiss
- 44. Robin Bengtsson – Dude Looks Like A Lady
- 44. Seal – It's Alright
- 44. Kevin Borg – The Way You Make Me Feel
- 45. Dolly Parton – I Will Always Love You
- 45. Lisa Miskovsky – Another Shape Of My Heart
- 45. Kardinal Offishall feat. Akon – Dangerous
- 45. Coldplay – Fix You
- 45. Agnes – Release Me
- 46. Westlife – Something Right
- 46. India.Arie – The Heart Of The Matter
- 46. Fatboy – Way Down Low
- 46. Titiyo – Longing For Lullabies
- 47. Mange Schmidt feat. Ken – Gömma mig
- 47. Måns Zelmerlöw – Miss America
- 47. Eva Cassidy – Fields Of Gold
- 47. Per Gessle – I Didn't Mean To Turn You On
- 48. Akon – Right Now (Na Na Na)
- 49. Bullet For My Valentine – Scream Aim Fire
- 49. Daniel Mitsogiannis – Pame
- 49. Torgny Melins – Bortom allt
- 49. Johan Palm – I'll Stand by You
- 49. Eldkvarn – Hunger hotell
- 50. Basshunter – Angel in the Night
- 50. Crazy Lixx – Make Ends Meet
- 51. David Guetta feat. Tara McDonald – Delirious
- 51. Håkan Hellström – Kär i en ängel
- 51. Blandade artister – Just Stand Up!
- 51. Vanessa Da Mata & Ben Harper – Boa Sorte (Good Luck!)
- 51. T.I. – Whatever You Like
- 52. Céline Dion – Alone
- 52. Schnuffel Bunny – Snuggle Song
- 52. Bruce Springsteen – Born To Run
- 52. Titiyo – Awakening
- 52. Kevin Borg – You're The Voice
- 53. Säkert! – Vi kommer att dö samtidigt
- 53. Moby – Disco Lies
- 53. David Bowie – Can You Hear Me
- 53. Camp Sweden feat. Chris Lindh – Heja Sverige!
- 53. Lasse Stefanz och Plura – En runda i baren
- 53. Lars Eriksson – Smells Like Teen Spirit
- 53. Anna Bergendahl – Over The Rainbow
- 54. Seal – Amazing
- 54. Popkidz – Min nummer 1
- 54. Robin Bengtsson – Joyful, Joyful
- 54. Strangers In Wonderland – Addicted (Chuck Dread Mix)
- 55. Popkidz – Om bara du
- 55. Eskobar – Hallelujah New World
- 55. Snoop Dogg – Sexual Eruption
- 55. Meryl Streep – Mamma Mia
- 55. September – Because I Love You
- 56. Maia Hirasawa – And I Found This Boy
- 56. Kleerup with Neneh Cherry – Forever
- 56. Simon Mathew – All Night Long
- 56. BWO – Barcelona
- 56. Sibel – Make Believe
- 56. Ne-Yo – Miss Independent
- 56. Armin van Buuren – In And Out Of Love
- 56. Kanye West – Heartless
- 56. Jill Johnson – Top Of The World
- 57. Alex C. feat. Y-Ass – The Sweetest Ass In The World
- 57. The Hellacopters – In The Sign Of The Octopus
- 57. Barbados – Vinterstorm
- 57. Ani Lorak – Shady Lady
- 57. Dilba – Easy
- 57. Anna Bergendahl – Save Up All Your Tears
- 58. Alicia Keys – Like You'll Never See Me Again
- 58. Lykke Li – I'm Good I'm Gone
- 58. Melissa Horn med Lars Winnerbäck – Som jag hade dig förut
- 58. Looptroop Rockers feat. Timbuktu – Naïve
- 58. Afasi & Filthy – Jobb
- 58. Basshunter – All I Ever Wanted
- 58. Anna Bergendahl – Release Me
- 58. Robin Bengtsson – När vindarna viskar mitt namn
- 58. Kiss – Heaven's On Fire
- 58. James Morrison feat. Nelly Furtado – Broken Strings
- 59. Euroband – This Is My Life
- 59. Colby O'Donis feat. Akon – What You Got
- 59. Rihanna – Rehab
- 60. Amanda Jenssen – Maple Trees
- 60. Anna Bergendahl – Bleeding Love

## Årets sångböcker och psalmböcker
- Astrid Lindgren – Hujedamej och 20 andra visor (postumt) [164]
- Astrid Lindgren – Pippi Långstrumps visor (postumt) [164]

## Jazz
- Karl-Martin Almqvist – Stretching a Portfolio[165]
- Elise Einarsdotter/Olle Steinholtz Duo – Hymne á l'amour[166]
- Jacob Fischer Trio & Svend Asmussen – Jacob Fischer Trio feat. Svend Asmussen[167]
- Gordon Goodwin's Big Phat Band - Act Your Age
- Jacob Karlzon – Improvisational 3[168]
- Frank Kimbroug - Air
- Carin Lundin – Smulor och parafraser[169]
- Pat Metheny – Day Trip
- Georg Riedel & vänner – Hemligheter på vägen
- Sonni Rollins – Road Shows Vol.1
- Esperanza Spalding – Esperanza
- Steve Tyrell – Back to Bacharach

## Klassisk musik
- Birke J. Bertelsmeier – Quartettstück
- Martin Bresnick – Joaquin is Dreaming
- Elliott Carter - Wind Rose
- Joël-François Durand – Le Tombeau de Rameau
- Lorenzo Ferrero - Freedom Variations

## Avlidna

### Januari
- 15 januari – Bror Samuelson, 88, svensk kyrkomusiker, tonsättare och ledamot av Musikaliska akademien.[170]
- 19 januari – John Stewart, 68, amerikansk sångare och låtskrivare i The Kingston Trio.[171]
- 23 januari – Lars Dylte, 46, svensk musiker i Peter Carlsson & Blå Grodorna.[172]

### Februari
- 10 februari – Inga Nielsen, 61, dansk operasångerska.[173]
- 13 februari – Henri Salvador, 90, fransk sångare.[174]
- 21 februari – Joe Gibbs, 65, jamaicansk producent.
- 24 februari – Larry Norman, 60, amerikansk kristen rockmusiker.[175]
- 26 februari – Buddy Miles, 60, amerikansk trumslagare i Band of Gypsys.[176]
- 27 februari – Ivan Rebroff, 76, tysk folksångare.[177]
- 28 februari – Mike Smith, 64, amerikansk sångare i Dave Clark Five.[178]

### Mars
- 2 mars – Jeff Healey, 41, kanadensisk sångare och gitarrist.[179]
- 3 mars – Giuseppe Di Stefano, 86, italiensk operasångare.[180]
- 4 mars – Leonard Rosenman, 83, amerikansk kompositör.[181]
- 15 mars – Mikey Dread, 53, jamaicansk reggaemusiker, producent och radioprofil.[182]
- 16 mars – Ola Brunkert, 61, svensk trumslagare åt bl.a. Abba och Björn Skifs.[183]
- 21 mars – Klaus Dinger, 61, tysk trumslagare i Neu![184]
- 22 mars – Cachao López, 89, kubansk kompositör och basist - "uppfinnaren" av mambon.[185]
- 24 mars – Neil Aspinall, 66, brittisk turnémanager åt The Beatles och chef på Apple Records.[186]
- 30 mars – Anders Göthberg, 32, svensk gitarrist i Broder Daniel.[187]

### April
- 17 april – Danny Federici, 58, amerikansk keyboardist i E Street Band.[188]
- 20 april – Bebe Barron, 82, amerikansk kompositör. Tillsammans med sin man den första som gjorde ett elektrisk soundtrack till film.[189]
- 24 april – Jimmy Giuffre, 86, amerikansk jazzsaxofonist.[190]
- 25 april – Humphrey Lyttelton, 86, amerikansk jazztrumpetare.[191]

### Maj
- 2 maj – Dolle Muthas, 81, svensk dragspelare och orkesterledare.[192]
- 10 maj – Jessie Jacobs, 17, australisk skådespelare och sångare.
- 21 maj – Michelle Meldrum, 39, amerikansk gitarrist - fru till John Norum.[193]
- 21 maj – Siegmund Nissel, 86, Österrikisk violinist i Amadeuskvartetten.[194]
- 23 maj – Robin Bailey, 66, brittisk trumslagare i Sven-Ingvars.[195]

### Juni
- 2 juni – Bo Diddley, 79, amerikansk gitarrist, sångare och låtskrivare.[196]
- 11 juni – Ruth Kasdan, 89, svensk skådespelare och sångare.[197]
- 14 juni – Jamelão, 95, braziliansk sambasångare.[198]
- 14 juni – Esbjörn Svensson, 44, svensk jazzpianist och kompositör.[199]
- 28 juni – Stig Olin, 87, svensk skådespelare, regissör och låtskrivare.[200]

### Juli
- 1 juli – Mel Galley, 60, brittisk gitarrist i Whitesnake.[201]
- 3 juli – Harald Heide-Steen Jr., 68, norsk komiker, skådespelare och jazzsångare.[202]
- 13 juli – Gerald Wiggins, 86, amerikansk röstcoach och jazzpianist.[203]
- 16 juli – Jo Stafford, 90, amerikansk jazzsångerska.[204]
- 20 juli – Artie Traum, 65, amerikansk musiker, kompositör och producent.[205]
- 25 juli – Johnny Griffin, 80, amerikansk jazzsaxofonist.[206]

### Augusti
- 3 augusti – Lissi Alandh, 77, svensk skådespelare, sångare och revyartist.[207]
- 5 augusti – Robert Hazard, 59, amerikansk låtskrivare.[208]
- 10 augusti – Isaac Hayes, 65, amerikansk artist och skådespelare.[209]
- 15 augusti – Jerry Wexler, 91, amerikansk skivbolagschef, låtskrivare och producent.[210]
- 16 augusti – Dorival Caymmi, 94, brasiliansk kompositör och låtskrivare.[211]
- 16 augusti – Ronnie Drew, 73, irländsk musiker i The Dubliners.[212]
- 19 augusti – LeRoi Moore, 46, amerikansk saxofonist i Dave Matthews Band.[213]
- 25 augusti – Pehr Henrik Nordgren, 64, finländsk kompositör.[214]
- 31 augusti – Jerry Reed, 71, amerikansk countrymusiker och skådespelare.[215]

### September
- 2 september – Arne Domnérus, 83, svensk jazzsaxofonist och orkesterledare.[216]
- 8 september – Hjördis Schymberg, 99, svensk operasångerska.[217]
- 9 september – Maria Edenhofer, 97, svensk operasångerska.
- 15 september – Richard Wright, 65, brittisk organist och låtskrivare i Pink Floyd.[218]
- 16 september – Norman Whitfield, 68, amerikansk låtskrivare och producent.[219]
- 18 september – Mauricio Kagel, 76, tysk-argentinsk kompositör.[220]
- 19 september – Earl Palmer, 83, amerikansk trumslagare.[221]

### Oktober
- 1 oktober – Nick Reynolds, 75, amerikansk musiker i The Kingston Trio.[222]
- 4 oktober – Levi Kereama, 27, australiensk sångare.[223]
- 8 oktober – Gidget Gein, 39 amerikansk basist i Marilyn Manson.[224]
- 10 oktober – Alton Ellis, 70, jamaicansk musiker.[225]
- 17 oktober – Levi Stubbs, 72, amerikansk sångare i The Four Tops.[226]
- 18 oktober – Dee Dee Warwick, 63, amerikansk sångerska - syster till Dionne Warwick.[227]

### November
- 1 november – Yma Sumac, 86, peruansk-amerikans sångerska.[228]
- 1 november – Jimmy Carl Black, 70, amerikansk trumslagare i Mothers of Invention.[229]
- 4 november – Byron Lee, 73, jamaicansk musiker och producent.[230]
- 5 november – Wille Toors, 87, svensk spelman och violinist.[231]
- 10 november – Miriam Makeba, 76, sydafrikansk sångare.[232]
- 12 november – Mitch Mitchell, 61, brittisk trumslagare i The Jimi Hendrix Experience.[233]
- 22 november – MC Breed, 37, amerikansk rappare.[234]
- 23 november – Richard Hickox, 60, brittisk dirigent.[235]
- 26 november – Pekka Pohjola, 56, finländsk kompositör och basist.[236]

### December
- 2 december – Odetta, 77, amerikansk sångerska.[237]
- 7 december – Sture Green, 95, svensk jazzmusiker - far till Lars Green.
- 20 december – Anna-Lisa Cronström, 98, svensk sångerska.[238]
- 24 december – Alf Robertson, 67, svensk sångare och låtskrivare.[239]
- 25 december – Eartha Kitt, 81, amerikansk skådespelare och sångare.[240]
- 26 december – Lars Hollmer, 60, svensk multiinstrumentalist och sångare i Samla Mammas Manna.[241]
- 28 december – Vincent Ford, 68, jamaicansk låtskrivare.[242]
- 29 december – Freddie Hubbard, 70, amerikansk jazztrumpetare.[243]

### Fotnoter
1. ↑  Agence France Presse, 4 januari 2008.
2. ↑  Anon., "Concerts, Museums & Performances", Korea Times (3 januari 2008).
3. ↑  Dansbandsbloggen 12 januari 2008 – Storsegrande kalaslåt av Åsa Karlström och Mats Larsson Arkiverad 10 april 2008 hämtat från the Wayback Machine.
4. ↑  NZPA (29 september 2007). ”Rage Against The Machine to play Big Day Out”. The New Zealand Herald/APN Holdings NZ Limited. http://www.nzherald.co.nz/entertainment/news/article.cfm?c_id=1501119&objectid=10466694. Läst 16 maj 2008.
5. ↑  ”Festival de la Canción de Viña del Mar” (på spanska). Festival de la Canción de Viña del Mar. Arkiverad från originalet den 30 april 2008. https://web.archive.org/web/20080430101358/http://festival2008.canal13.cl/2008/html/Irq1024.html. Läst 17 maj 2008.
6. ↑  Djamoos, Anton (18 oktober 2007). ”SOUNDWAVE FESTIVAL 2008 ANNOUNCED!”. Absolute Punk. http://www.absolutepunk.net/showthread.php?t=273060. Läst 17 maj 2008.
7. ↑  Welcome to Langerado!: Langerado Music Festival March 6-9 2008 Big Cypress, FL: Home Arkiverad 24 december 2008 hämtat från the Wayback Machine.
8. ↑  ”Jakarta International Java Jazz Festival 2008”. Java Festival Production. 2008. Arkiverad från originalet den 31 maj 2008. https://web.archive.org/web/20080531061704/http://www.javajazzfestival.com/2008/. Läst 19 maj 2008.
9. ↑  ”South by Southwest Conference and Festivals”. South by Southwest, Inc. Arkiverad från originalet den 9 augusti 2007. https://web.archive.org/web/20070809212918/http://2008.sxsw.com/. Läst 19 maj 2008.
10. ↑  unattributed (12 mars 2008). ”Lyttelton to leave radio show”. Jazzwise Magazine. Arkiverad från originalet den 18 februari 2008. https://web.archive.org/web/20080218071059/http://www.jazzwise.com/archive/news/L.html. Läst 22 augusti 2008.
11. ↑  ”Poplight – Melodifestivalen”. Arkiverad från originalet den 22 augusti 2010. https://web.archive.org/web/20100822131623/http://poplight.zitiz.se/melodifestivalen/2008. Läst 1 januari 2011.
12. ↑  ”It's Official: Velvet Revolver Parts Ways With Singer Scott Weiland”. Blabbermouth.net. 1 april 2008. Arkiverad från originalet den 4 april 2008. https://web.archive.org/web/20080404001835/http://www.roadrunnerrecords.com/blabbermouth.net/news.aspx?mode=Article&newsitemID=94021. Läst 1 april 2008.
13. ↑  Gorman, Steve (1 april 2008). ”Velvet Revolver splits with rocker Scott Weiland”. Reuters. http://www.reuters.com/article/idUSN0131840320080401. Läst 25 augusti 2008.
14. ↑  unattributed (29 januari 2008). ”We’re back!……….sort of”. FaceToFace.com. Arkiverad från originalet den 16 april 2008. https://web.archive.org/web/20080416132445/http://www.facetofacemusic.com/blog/?p=4. Läst 7 februari 2008.
15. ↑  unattributed (21 april 2008). ”Mariah Honored by the City of Los Angeles”. UltraStar Entertainment LLC. Arkiverad från originalet den 1 februari 2010. https://www.webcitation.org/5nDbIvFbT?url=http://www.mariahcarey.com/news/news.php?uid=2185. Läst 21 maj 2008.
16. ↑  Main International Violin Competitions Arkiverad 7 april 2011 hämtat från the Wayback Machine.; The Second Benjamin Britten International Violin Competition, London, 14–22 April 2008 Arkiverad 27 december 2009 hämtat från the Wayback Machine..
17. ↑  Information i Svensk mediedatabas (läst 8 april 2011).
18. ↑  ”Ny husockupation i Umeå”. Sveriges Television. 5 maj 2008. Arkiverad från originalet den 12 juni 2011. https://web.archive.org/web/20110612073532/http://svt.se/svt/jsp/Crosslink.jsp?d=73925&a=1135040. Läst 8 augusti 2011.
19. ↑  (unattributed) (16 maj 2007). ”It may not have a name, but it certainly has a purpose”. NME/IPC Media. http://www.nme.com/reviews/give-it-a-name/8536. Läst 23 maj 2008.
20. ↑  Roland Schriefer, "Sänger zeigen viel Gefühl: Chor feiert zehnjähriges Bestehen mit 20. Zündorfer Gospelnacht", Kölner Stadt-Anzeiger (15 maj 2008); Nadine Hantke, "Eine Erfolgsgeschichte: 'Spirit of Chance' [sic] feierte bei 20. Gospelnacht Geburtstag" Kölnische Rundschau (15 May 2008); K. M., "'Spirit of Change' feierte 10. Geburtstag", Porz Aktuell (28 maj 2008).
21. ↑  ”Poplight – Eurovision Song Contest”. Arkiverad från originalet den 25 maj 2012. https://archive.is/20120525103505/http://poplight.zitiz.se/eurovision-song-contest/2008. Läst 25 maj 2012.
22. ↑  "Koncerty 2008/05", Twin City Magazín (Bratislava) (april 2008).
23. ↑  ”Ger fansen det de vill ha”. Aftonbladet. 31 maj 2008. https://www.aftonbladet.se/nojesbladet/a/EolL7j/ger-fansen-det-de-vill-ha. Läst 2 juli 2023.
24. ↑  unattributed (23 maj 2008). ”Public Information Notice for Celine Dion and Westlife Concerts”. MCD. Arkiverad från originalet den 12 november 2008. https://web.archive.org/web/20081112193414/http://www.mcd.ie/home/fn.php?c=9617084&ar=publicinformationnotice&cat=all. Läst 27 augusti 2008.
25. ↑  Wakarusa Music and Camping Festival Arkiverad 22 maj 2010 hämtat från the Wayback Machine.
26. ↑  ”Rancid compile music videos on new DVD, announce tour dates”. Punknews.org. 1 april 2008. http://www.punknews.org/article/28337. Läst 6 april 2008.
27. ↑  Isle of Wight Festival History – 2008
28. ↑  Main International Violin Competitions Arkiverad 7 april 2011 hämtat från the Wayback Machine.
29. ↑  Paphides, Pete (24 juni 2008). ”Arkiverade kopian”. London: Times Online. Arkiverad från originalet den 17 juni 2011. https://web.archive.org/web/20110617001928/http://entertainment.timesonline.co.uk/tol/arts_and_entertainment/music/live_reviews/article4199762.ece. Läst 18 september 2008.
30. ↑  Petra Hofmann, "Eidgenössiches Jodlerfest vom 27. Juni 2008 – 29. Juni 2008 in Luzern Arkiverad 6 juli 2011 hämtat från the Wayback Machine." . läst 7 januari 2010.
31. ↑  ”Wii Preview: Guitar Hero: Aerosmith”. Neal Ronaghan. Nintendo World Report. http://nintendoworldreport.com/previewArt.cfm?artid=15660. Läst 1 april 2008.
32. ↑  ”Aftonbladet.se på plats på stadion”. Aftonbladet. 16 juli 2008. https://www.aftonbladet.se/nojesbladet/musik/a/yvl0nE/aftonbladetse-pa-plats-pa-stadion. Läst 2 juli 2023.
33. ↑  ”Världsbäst Iron Maiden”. Aftonbladet. 27 juli 2008. https://www.aftonbladet.se/nojesbladet/spela/a/dd7QM1/varldsbast-iron-maiden. Läst 2 juli 2023.
34. ↑  Ministry of Culture of Tuva, "Tuva Preparing to Host Throat Singing Admirers from all over the World" (11 juli 2008) . läst 7 januari 2010.
35. ↑  ”Så var Broder Daniels avsked”. Aftonbladet. 8 augusti 2008. https://www.aftonbladet.se/nojesbladet/musik/rockbjornen/a/dd7BpB/sa-var-broder-daniels-avsked. Läst 1 juli 2023.
36. ↑  ”theSuburbs.org.uk – the original Ben Folds website – Reunion DVD Looks Likely!”. Arkiverad från originalet den 4 oktober 2011. https://web.archive.org/web/20111004185158/http://www.thesuburbs.org.uk/news/Reunion_DVD_Looks_Likely. Läst 8 april 2011.
37. ↑  ”Zitherfestival”. Arkiverad från originalet den 19 juli 2011. https://web.archive.org/web/20110719052430/http://www.kkb-waakirchen.de/veranstaltung_detail.php?id=24. Läst 8 april 2011. Läst 7 januari 2010.
38. ↑  "VII Festival Internazionale di Musica e Arte Sacra: October 12 – November 30, 2008 Arkiverad 6 januari 2009 hämtat från the Wayback Machine." . Läst 7 januari 2010.
39. ↑  Dansbandsbloggen 16 oktober 2008 – Mona G:s splittras
40. ↑  ”Spears Scores Record-Setting Hot 100 Jump | Billboard.com”. Arkiverad från originalet den 10 mars 2010. https://web.archive.org/web/20100310172832/http://www.billboard.com/bbcom/news/article_display.jsp?vnu_content_id=1003874105. Läst 8 april 2011.
41. ↑  ”Dansbandskampen”. Svensk mediedatabas. 18 oktober 2008. http://smdb.kb.se/catalog/id/002405055. Läst 20 december 2014.
42. 1 2  ”Rihanna Topples Katy Perry On Hot 100”. Billboard. 14 augusti 2008. Arkiverad från originalet den 16 augusti 2008. https://web.archive.org/web/20080816081853/http://www.billboard.com/bbcom/news/article_display.jsp?vnu_content_id=1003839063. Läst 3 november 2008.
43. ↑  Peter Dobrin, "After 23 Years, a Return to Phila.", The Philadelphia Inquirer (8 november 2008): E04.
44. ↑  Main International Violin Competitions Arkiverad 7 april 2011 hämtat från the Wayback Machine.
45. ↑  Paine, Andre. "Blur Reuniting, Unveils London Show Plans" Arkiverad 23 januari 2011 hämtat från the Wayback Machine.. billboard.com. 9 december 2008.
46. ↑  ”Blur confirm massive outdoor show”. BBC. 9 december 2008. http://news.bbc.co.uk/newsbeat/hi/music/newsid_7771000/7771915.stm. Läst 10 december 2008.
47. ↑  Dansbandsbloggen 20 december 2008 – Älvdalens flaggskepp krängde hem segern
48. ↑  Information i Svensk mediedatabas.
49. ↑  ”Regeringens exportpris till Björn & Benny”. Musikindustrin. 9 januari 2008. https://www.musikindustrin.se/2009/01/07/regeringens_exportpris_till_bjorn___benny/. Läst 1 juli 2023.
50. ↑  ”Göteborgsduo årets jazz i Sverige”. Svenska Dagbladet. 22 januari 2008. https://www.svd.se/a/22d3b11a-280d-359c-83ba-2f162321f468/goteborgsduo-arets-jazz-i-sverige. Läst 30 juni 2023.
51. ↑  ”Vi vann P3 Guld”. Sveriges Radio. 30 januari 2008. https://sverigesradio.se/artikel/4937842. Läst 1 juli 2023.
52. ↑  ”Kullhammar får Alice Babs stipendium”. Svenska Dagbladet. 31 mars 2008. https://www.svd.se/a/d0c565a8-adea-393c-a5c7-ac7840656386/kullhammar-far-alice-babs-stipendium. Läst 30 juni 2023.
53. ↑  ”Årets Gullinpris till Lennart Åberg”. Sveriges Radio. 13 april 2008. https://sverigesradio.se/artikel/2009339. Läst 1 juli 2023.
54. ↑  ”Solistpris till Christian Lindberg”. Svenska Dagbladet. 22 april 2008. https://www.svd.se/a/583f0da7-1f7d-36f4-ac4b-b144dd86c6b7/solistpris-till-christian-lindberg. Läst 1 juli 2023.
55. ↑  ”Daniel Blendulf vann svenska dirigentpriset”. SVT Nyheter. 23 april 2008. https://www.svt.se/kultur/daniel-blendulf-vann-svenska-dirigentpriset. Läst 2 juli 2008.
56. ↑  ”Annika Norlin prisades i Stockholm”. Expressen. 24 april 2008. https://www.expressen.se/noje/annika-norlin-prisades-i-stockholm/. Läst 2 juli 2023.
57. ↑  ”Babben Larsson får Tigertass-pris”. Sveriges Radio. 25 april 2008. https://sverigesradio.se/artikel/2033664. Läst 2 juli 2023.
58. ↑  ”Per Dunsö får Tegnérmusikpriset”. Svenska Dagbladet. 28 april 2008. https://www.svd.se/a/15c059a0-9307-342d-a865-845f5a9a85f9/per-dunso-far-tegnermusikpriset. Läst 30 juni 2023.
59. ↑  ”Marcus Jupither hyllar Birgit Nilsson”. Aftonbladet. 15 maj 2008. https://www.aftonbladet.se/nyheter/a/P3gEEz/marcus-jupither-hyllar-birgit-nilsson. Läst 30 juni 2023.
60. ↑  ”Mats Ek prisad för gripande Orphée”. Svenska Dagbladet. 27 maj 2008. https://www.svd.se/a/bdc66152-e662-43c1-ad94-16f6a87ebebc/mats-ek-prisad-for-gripande-orphee. Läst 2 juli 2023.
61. ↑  ”Kungen delar ut medaljer”. SVT Nyheter. 6 juni 2008. https://www.svt.se/nyheter/inrikes/kungen-delar-ut-medaljer. Läst 1 juli 2023.
62. ↑  ”Ted Gärdestad pris till unga musiker”. Blekinge Läns Tidning. 11 maj 2008. https://www.blt.se/kultur-noje/ted-gardestad-pris-till-unga-musiker/. Läst 2 juli 2023.
63. ↑  ”Mats Larsson Gothe prisas”. SVT Nyheter. 17 april 2008. https://www.svt.se/nyheter/lokalt/vasterbotten/mats-larsson-gothe-prisas. Läst 30 juni 2023.
64. ↑  ”Vreeswijk årets Åkerström stipendiat”. Sydsvenskan. 10 juli 2008. https://www.sydsvenskan.se/2008-07-10/vreeswijk-arets-akerstrom-stipendiat. Läst 30 juni 2023.
65. ↑  ”"Det mesta som säg är av avund"”. Aftonbladet. 3 augusti 2008. https://www.aftonbladet.se/nojesbladet/a/l1KWKk/det-mesta-som-sags-ar-av-avund. Läst 30 juni 2023.
66. ↑  ”Svante Thuresson får pris”. Dagens Nyheter. 21 augusti 2008. https://www.dn.se/arkiv/pa-stan/svante-thuresson-far-pris-3/. Läst 1 juli 2023.
67. ↑  ”Fleming och Pink Floyd tog emot polarpriset”. Göteborgs Posten. 26 augusti 2008. https://www.gp.se/kultur/fleming-och-pink-floyd-br-tog-emot-polarpriset-1.1154963. Läst 1 juli 2023.
68. ↑  ”Kvintett ur Jazzeliten bjöd på stabilitet och sväng”. Folkbladet. 6 september 2008. https://www.folkbladet.nu/2008-09-06/kvintett-ur-jazzeliten-bjod-pa-stabilitet-och-svang. Läst 30 juni 2023.
69. ↑  ”Stimgitarren till låtskrivartrio”. Svenska Dagbladet. 24 september 2008. https://www.svd.se/a/3c683851-3e41-36ba-ae84-9a54929ebb3f/stimgitarren-till-latskrivartrio. Läst 1 juli 2023.
70. ↑  ”Nordiska rådets musikpris till danskt musikdrama”. SVT Nyheter. 1 oktober 2008. https://www.svt.se/kultur/nordiska-radets-musikpris-till-danskt-musikdrama. Läst 1 juli 2023.
71. ↑  ”Susanna Stern får Lind stipendium”. Dagens Nyheter. 19 oktober 2008. https://www.dn.se/arkiv/kultur/susanna-stern-far-lind-stipendium/. Läst 1 juli 2023.
72. ↑  ”Rolf Schock-priser till forskning och kultur”. SVT Nyheter. 22 oktober 2008. https://www.svt.se/kultur/rolf-schock-priser-till-forskning-och-kultur. Läst 2 juli 2023.
73. ↑  ”Voces Nordicae är årets kör”. Svenska Dagbladet. 27 oktober 2008. https://www.svd.se/a/b34d7ca6-a74e-373c-a7d1-ca7894d041f2/voces-nordicae-ar-arets-kor. Läst 2 juli 2023.
74. ↑  ”Akademipris till röstkonstnär”. Bohuslänningen. 18 november 2008. https://www.bohuslaningen.se/kultur-noje/akademipris-till-rostkonstnar.0086f681-7e6c-40d5-846c-81a04228c42b. Läst 1 juli 2023.
75. ↑  ”Per Mårtensson får stort pris”. Svenska Dagbladet. 24 november 2008. https://www.svd.se/a/9f43e9d5-fcf3-30da-8906-dace8623841e/per-martensson-far-stort-pris. Läst 30 juni 2023.
76. ↑  ”Per Mårtensson får pris för flöjtkonsert”. Dagens Nyheter. 25 november 2008. https://www.dn.se/arkiv/kultur/per-martensson-far-pris-for-flojtkonsert/. Läst 30 juni 2023.
77. ↑  ”Makarna Dominique får fint musikpris”. Svenska Dagbladet. 25 november 2008. https://www.svd.se/a/88a1b79b-0f6a-3c8a-af30-12da71f85d7e/makarna-dominique-far-fint-musikpris. Läst 1 juli 2023.
78. ↑  ”AC/DC - Black Ice”. Nöjesguiden. 21 oktober 2008. https://ng.se/recensioner/musik/acdc-black-ice. Läst 26 juni 2023.
79. ↑  ”Adele - 19”. Expressen. 4 mars 2008. https://www.expressen.se/noje/recensioner/musik/adele-19-9/. Läst 26 juni 2023.
80. ↑  ”Alice in videoland - She's a machine”. Expressen. 22 april 2008. https://www.expressen.se/noje/recensioner/musik/alice-in-videoland-sheaposs-a-machine-9/. Läst 26 juni 2023.
81. 1 2  ”Skivrecensioner, DI Weekend”. Jan Gradvall. 25 april 2008. http://www.gradvall.se/artiklar.asp?entry_id=362. Läst 26 juni 2023.
82. ↑  ”Kristian Anttila - Lille Napoleon”. Expressen. 10 juni 2008. https://www.expressen.se/noje/recensioner/musik/kristian-anttila-lille-napoleon-9/. Läst 26 juni 2023.
83. ↑  ”Bauhaus - Go Away White”. Nöjesguiden. 9 mars 2008. https://ng.se/recensioner/musik/bauhaus-go-away-white. Läst 26 juni 2023.
84. ↑  ”Beach House”. Groove. http://www.groove.se/site/recension.asp?recId=1726&mediumId=1. Läst 26 juni 2023.
85. ↑  ”En liten svacka”. Aftonbladet. 15 november 2008. https://www.aftonbladet.se/nojesbladet/musik/a/xRlq0Q/en-liten-svacka. Läst 26 juni 2023.
86. ↑  ”Bloc Party - Inimacy”. Nöjesguiden. 22 augusti 2008. https://ng.se/recensioner/musik/bloc-party-intimacy. Läst 26 juni 2023.
87. ↑  ”Human”. Svenska Dagbladet. 17 december 2008. https://www.svd.se/a/c045a632-b771-3284-a614-ab970bb96ec7/human. Läst 26 juni 2023.
88. ↑  ”Bullet For My Valentine”. Norrköpings Tidningar. 13 februari 2008. https://nt.se/kultur/kultur-och-noje/artikel/bullet-for-my-valentine/lwnd8vyl. Läst 26 juni 2023.
89. ↑  ”Skivrecensioner, DI Weekend”. Jan Gradvall. 29 februari 2008. http://www.gradvall.se/artiklar.asp?entry_id=339. Läst 26 juni 2023.
90. ↑  ”Fingertoppskänsla”. Aftonbladet. 15 april 2008. https://www.aftonbladet.se/nojesbladet/musik/a/6n4W68/fingertoppskansla. Läst 26 juni 2023.
91. ↑  ”Karbonkopierad glöd”. Svenska Dagbladet. 11 juni 2008. https://www.svd.se/a/f7c0a2e0-162d-3c06-898d-471f121ee503/karbonkopierad-glod. Läst 26 juni 2023.
92. ↑  ”Darin gillar när musik är gratis”. Svenska Dagbladet. 29 november 2008. https://www.svd.se/a/e588b638-0852-32e6-92ed-f908286464ef/darin-gillar-nar-musik-ar-gratis. Läst 26 juni 2023.
93. ↑  ”Deicide”. Aftonbladet. 23 april 2008. https://www.aftonbladet.se/nojesbladet/musik/a/oRK1Wg/deicide. Läst 26 juni 2023.
94. ↑  ”Wermland”. Svenska Dagbladet. 3 september 2008. https://www.svd.se/a/4d75f004-8382-3e1a-923f-408a1f2d7d2f/wermland. Läst 26 juni 2023.
95. ↑  ”Doktor Kosmos”. Aftonbladet. 2 april 2008. https://www.aftonbladet.se/nojesbladet/musik/a/e1Gq84/doktor-kosmos. Läst 26 juni 2023.
96. ↑  ”Dungen”. Svenska Dagbladet. 24 september 2008. https://www.svd.se/a/2123dab9-2e47-3b4f-b639-52a24f41bcbf/dungen. Läst 26 juni 2023.
97. ↑  ”First Aid Kit - Drunken Trees”. Dagens Skiva. 15 april 2008. http://dagensskiva.com/2008/04/15/first-aid-kit-drunken-trees/. Läst 26 juni 2023.
98. ↑  ”Fleet Foxes - Fleet Foxes”. Expressen. 15 juli 2008. https://www.expressen.se/noje/recensioner/musik/fleet-foxes-fleet-foxes-9/. Läst 26 juni 2023.
99. ↑  ”Flight of the Conchords”. Pitchfork. 22 april 2008. https://pitchfork.com/reviews/albums/11439-flight-of-the-conchords/. Läst 26 juni 2023.
100. ↑  ”Way to normal”. Svenska Dagbladet. 3 oktober 2008. https://www.svd.se/a/e756a739-ca8c-3843-8cb8-8d064dece9f1/way-to-normal. Läst 26 juni 2023.
101. ↑  ”The Game - LAX”. Nöjesguiden. 28 augusti 2008. https://ng.se/recensioner/musik/game-lax. Läst 26 juni 2023.
102. ↑  ”Pop review: Girls Aloud, Out of Control”. The Guardian. 9 november 2008. https://www.theguardian.com/music/2008/nov/09/girls-aloud-out-of-control. Läst 26 juni 2023.
103. ↑  ”Skivrecensioner, DI Weekend”. Jan Gradvall. 22 februari 2008. http://www.gradvall.se/artiklar.asp?entry_id=337. Läst 26 juni 2023.
104. ↑  ”Ett rätt lyckat misslyckande”. Aftonbladet. 22 november 2008. https://www.aftonbladet.se/nojesbladet/musik/a/dd738A/ett-ratt-lyckat-misslyckande. Läst 26 juni 2023.
105. ↑  ”The Hellacopters - Head off”. Nöjesguiden. 18 april 2008. https://ng.se/recensioner/musik/hellacopters-head. Läst 26 juni 2023.
106. ↑  ”Lundaminnen”. Expressen. 20 oktober 2008. https://www.expressen.se/kvallsposten/kultur/lundaminnen/. Läst 26 juni 2023.
107. ↑  ”Hellström jagar bort allt tråkigt”. Aftonbladet. 26 mars 2008. https://www.aftonbladet.se/nojesbladet/musik/a/e1GdGa/hellstrom-jagar-bort-allt-trakigt. Läst 26 juni 2023.
108. ↑  ”Frida finner frid i norr”. Dagens Nyheter. 17 oktober 2008. https://www.dn.se/kultur-noje/musik/frida-finner-frid-i-norr/. Läst 26 juni 2023.
109. ↑  ”Häst-pojken”. Norrköpings Tidningar. 30 januari 2008. https://nt.se/kultur/kultur-och-noje/artikel/hast-pojken/jvvx85yj. Läst 26 juni 2023.
110. ↑  ”Lika lättsmält som glass”. Svenska Dagbladet. 4 juni 2008. https://www.svd.se/a/b812e5e8-9939-3667-a6f6-624507d7e22f/lika-lattsmalt-som-glass. Läst 26 juni 2023.
111. ↑  ”In Flames - A sense of purpose”. Expressen. 1 april 2008. https://www.expressen.se/noje/recensioner/musik/in-flames-a-sense-of-purpose-9/. Läst 26 juni 2023.
112. ↑  ”Skönsång från land och stad”. Svenska Dagbladet. 11 juni 2008. https://www.svd.se/a/d67b03df-cc32-3842-b99d-43bc37d5b54a/skonsang-fran-land-och-stad. Läst 26 juni 2023.
113. ↑  Jill Johnsons diskografi – Baby Blue Paper Arkiverad 13 augusti 2010 hämtat från the Wayback Machine.
114. ↑  ”Johnossi”. Svenska Dagbladet. 26 mars 2008. https://www.svd.se/a/e98eae58-11dc-3354-b41f-b49309b38116/johnossi. Läst 27 juni 2023.
115. ↑  ”The Killers - Day & Age”. Nöjesguiden. 30 november 2008. https://ng.se/recensioner/musik/killers-day-age. Läst 26 juni 2023.
116. ↑  ”Kleerup - Kleerup”. Expressen. 20 maj 2008. https://www.expressen.se/noje/recensioner/musik/kleerup-kleerup-9/. Läst 26 juni 2023.
117. ↑  ”The Kooks: "Konk"”. Dagens Nyheter. 16 april 2008. https://www.dn.se/kultur-noje/skivrecensioner/the-kooks-konk/. Läst 26 juni 2023.
118. ↑  ”Dansar rätt mellan känslorna”. Aftonbladet. 2 april 2008. https://www.aftonbladet.se/nojesbladet/musik/a/m6K3g0/dansar-ratt-mellan-kanslorna. Läst 26 juni 2023.
119. ↑  ”Lady Gaga - The Fame”. Nöjesguiden. 13 januari 2009. https://ng.se/recensioner/musik/lady-gaga-fame. Läst 26 juni 2023.
120. ↑  ”Skivrecensioner, DI Weekend”. Jan Gradvall. 18 april 2008. http://www.gradvall.se/artiklar.asp?entry_id=360. Läst 26 juni 2023.
121. ↑  ”Klirrigt svängande. Lykke Lis låtar blir charmigare för varje lyssning”. Dagens Nyheter. 30 januari 2008. https://www.dn.se/arkiv/kultur/klirrigt-svangande-lykke-lis-latar-blir-charmigare-for-varje-lyssning/. Läst 26 juni 2023.
122. ↑  ”Lil Wayne - Tha Carter III”. Nöjesguiden. 9 juni 2008. https://ng.se/recensioner/musik/lil-wayne-tha-carter-iii. Läst 26 juni 2023.
123. ↑  ”Hiphopveteraner på nya vägar”. Dagens Nyheter. 24 april 2008. https://www.dn.se/kultur-noje/musik/hiphopveteraner-pa-nya-vagar/. Läst 26 juni 2023.
124. ↑  ”Machinae Supremacy”. Joyzine. 11 februari 2008. http://joyzine.se/?p=2151. Läst 26 juni 2023.
125. ↑  ”Veronica Maggio - Och vinnaren är”. Expressen. 25 mars 2008. https://www.expressen.se/noje/recensioner/musik/veronica-maggio-och-vinnaren-ar-9/. Läst 26 juni 2023.
126. ↑  ”Metallica staplar riff”. Svenska Dagbladet. 10 september 2008. https://www.svd.se/a/9d14401e-cc20-3df9-90fa-cd849ff0ac9c/metallica-staplar-riff. Läst 26 juni 2023.
127. ↑  ”Motörhead - Motörizer”. Nöjesguiden. 30 augusti 2008. https://ng.se/recensioner/musik/motoerhead-motoerizer. Läst 26 juni 2023.
128. ↑  ”Mötley Crüe”. Aftonbladet. 25 juni 2008. https://www.aftonbladet.se/nojesbladet/musik/a/0EB0MM/motley-crue. Läst 26 juni 2023.
129. ↑  ”Nada Surf”. Nöjesguiden. 27 januari 2008. https://ng.se/recensioner/musik/nada-surf-0. Läst 26 juni 2023.
130. ↑  ”Sanna Nielsen - Stronger”. Expressen. 15 april 2008. https://www.expressen.se/noje/recensioner/musik/sanna-nielsen-stronger-9/. Läst 26 juni 2023.
131. ↑  ”Nordpolen brinner för popen”. Svenska Dagbladet. 24 september 2008. https://www.svd.se/a/768b7559-7219-3b61-8503-2583f157e1e9/nordpolen-brinner-for-popen. Läst 26 juni 2023.
132. ↑  ”Daniel Norgren”. Groove. http://www.groove.se/site/recension.asp?recId=2157&mediumId=1. Läst 26 juni 2023.
133. ↑  ”Oasis: Dig out your soul”. Expressen. 10 oktober 2008. https://www.expressen.se/noje/recensioner/musik/oasis-dig-out-your-soul/. Läst 26 juni 2023.
134. ↑  ”Skivor”. Dagens Nyheter. 10 september 2008. https://www.dn.se/arkiv/kultur/skivor-country-calexico-carried-to-dust-city-slang-bonnier-amigo-4-genrebeteckningen-ovan-ar/. Läst 26 juni 2023.
135. 1 2  ”Skivrecensioner, DI Weekend”. Jan Gradvall. 24 oktober 2008. http://gradvall.se/artiklar.asp?entry_id=429. Läst 26 juni 2023.
136. ↑  ”P.O.D.”. Aftonbladet. 22 oktober 2008. https://www.aftonbladet.se/nojesbladet/musik/a/qny4Em/pod. Läst 26 juni 2023.
137. ↑  ”Pain”. Svenska Dagbladet. 29 oktober 2008. https://www.svd.se/a/108b0db2-373f-3eff-8261-3bf53f419cbd/pain. Läst 26 juni 2023.
138. ↑  ”Parken - Länge leve parken”. Nöjesguiden. 14 september 2008. https://ng.se/recensioner/musik/parken-laenge-leve-parken. Läst 26 juni 2023.
139. ↑  ”Pascal”. Dagens nyheter. 27 januari 2008. https://www.dn.se/arkiv/kultur/pop-pascal/. Läst 26 juni 2023.
140. ↑  ”Tom Paxton”. Svenska Dagbladet. 26 mars 2008. https://www.svd.se/a/c35beb04-b3a1-3a7e-976c-51d350ba7041/tom-paxton. Läst 26 juni 2023.
141. ↑  ”Katy Perry - One of the boys”. Expressen. 19 september 2008. https://www.expressen.se/noje/recensioner/musik/katy-perry-one-of-the-boys-9/. Läst 26 juni 2023.
142. ↑  ”The Raconteurs”. Svenska Dagbladet. 3 april 2008. https://www.svd.se/a/21830764-6cf2-349d-b7cb-c9dc11d34713/the-raconteurs. Läst 26 juni 2023.
143. ↑  ”-Jag var också en outsider”. Aftonbladet. 27 september 2008. https://www.aftonbladet.se/nojesbladet/musik/a/a2OQWM/jag-var-ocksa-en-outsider. Läst 26 juni 2023.
144. ↑  ”Sabaton”. Svenska Dagbladet. 28 maj 2008. https://www.svd.se/a/7931863c-259a-3d08-97ac-61a7ebd63fa0/sabaton. Läst 26 juni 2023.
145. ↑  ”Santogold gör påfrestande rock”. Aftonbladet. 21 maj 2008. https://www.aftonbladet.se/nojesbladet/musik/a/Xw9Ev7/hipp-skit. Läst 26 juni 2023.
146. ↑  ”She & Him”. Aftonbladet. 16 juli 2008. https://www.aftonbladet.se/nojesbladet/musik/a/A2bBeA/she--him. Läst 26 juni 2023.
147. ↑  ”Simple Plan”. Svenska Dagbladet. 20 februari 2008. https://www.svd.se/a/e97ee40c-44ff-308c-b712-0d01e8a0948b/simple-plan. Läst 26 juni 2023.
148. ↑  ”Skumdum vs. Hero of our time”. Arbetarbladet. 18 december 2008. https://www.arbetarbladet.se/2008-12-18/skumdum-vs-hero-of-our-time. Läst 26 juni 2023.
149. ↑  ”Slipknot - All hope is gone”. Expressen. 26 augusti 2008. https://www.expressen.se/noje/recensioner/musik/slipknot-all-hope-is-gone-9/. Läst 26 juni 2023.
150. ↑  ”The Soundtrack of our Lives - Communion”. Nöjesguiden. 25 november 2008. https://ng.se/recensioner/musik/soundtrack-our-lives-communion. Läst 26 juni 2023.
151. ↑  ”Allt får plats i varje låt”. Svenska Dagbladet. 21 maj 2008. https://www.svd.se/a/a1c72ba3-d73f-3d1c-8ba0-1fac93656095/allt-far-plats-i-varje-lat. Läst 26 juni 2023.
152. ↑  ”Hon låtsas som om inget hänt”. Aftonbladet. 28 november 2008. https://www.aftonbladet.se/nojesbladet/musik/a/wE3WqM/hon-latsas-som-om-inget-hant. Läst 27 juni 2023.
153. ↑  ”Taylor Swift”. Svenska Dagbladet. 11 mars 2008. https://www.svd.se/a/b356dab2-da89-3d3b-9dcb-f387adc0019b/taylor-swift. Läst 27 juni 2023.
154. ↑  ”TI”. Svenska Dagbladet. 8 oktober 2008. https://www.svd.se/a/676c4be2-ffb9-3862-82c3-9361e0cb3623/ti. Läst 27 juni 2023.
155. ↑  ”Sexuality”. Pitchfork. 12 maj 2008. https://pitchfork.com/reviews/albums/11447-sexuality/. Läst 27 juni 2023.
156. ↑  ”Anna Ternheim”. Norrköpings Tidningar. 12 november 2008. https://nt.se/kultur/kultur-och-noje/artikel/anna-ternheim/r2kggdvr. Läst 27 juni 2023.
157. ↑  ”Timbuktu - En high 5 & 1 falafel”. Expressen. 6 november 2008. https://www.expressen.se/noje/recensioner/musik/timbuktu-en-high-5--1-falafel-9/. Läst 27 juni 2023.
158. ↑  ”The Ting Tings - We Started Nothing”. Nöjesguiden. 21 maj 2008. https://ng.se/recensioner/musik/ting-tings-we-started-nothing. Läst 27 juni 2023.
159. ↑  ”Travis”. Dagens Skiva. 15 oktober 2008. http://dagensskiva.com/2008/10/15/travis-ode-to-jsmith/. Läst 27 juni 2023.
160. ↑  ”Vampire Weekend”. Svenska Dagbladet. 30 januari 2008. https://www.svd.se/a/6bfc899e-d28e-3381-b3ba-3efb2d21f04d/vampire-weekend. Läst 27 juni 2023.
161. ↑  ”Van Morrison - Keep it simple”. Expressen. 18 mars 2008. https://www.expressen.se/noje/recensioner/musik/van-morrison-keep-it-simple-9/. Läst 27 juni 2023.
162. ↑  ”West svänger i ny svid”. Svenska Dagbladet. 3 december 2008. https://www.svd.se/a/9e00bf4f-ab7c-3e0c-be35-f2a8b6e1f264/west-svanger-i-ny-svid. Läst 27 juni 2023.
163. ↑  Sverigetopplistan
164. 1 2  ”Astrid Lindgren”. http://www.astridlindgren.se/verken/bocker/visbocker. Läst 21 mars 2011.
165. ↑  ”Karl Martin Almqvist Quartet”. Svenska Dagbladet. 6 augusti 2008. https://www.svd.se/a/95104639-92f0-3e72-9a7a-6b1c5429f974/karl-martin-almqvist-quartet. Läst 26 juni 2023.
166. ↑  ”Elise Einarsdotter & Olle Steinholz”. Svenska Dagbladet. 19 november 2008. https://www.svd.se/a/53609e85-9dd1-318e-b4c8-4921a009fdd0/elise-einarsdotter-olle-steinholz. Läst 26 juni 2023.
167. ↑  ”Jacob Fischer trio feat. Svend Asmussen”. Svenska Dagbladet. 12 november 2008. https://www.svd.se/a/21fbe146-17ae-35de-98c6-e5546e4561ca/jacob-fischer-trio-feat-svend-asmussen. Läst 26 juni 2023.
168. ↑  ”Ravel har satt spår i jazzen”. Svenska Dagbladet. 3 december 2008. https://www.svd.se/a/bc68db2b-c3b3-3e38-b560-3c1ab86425ad/ravel-har-satt-spar-i-jazzen. Läst 26 juni 2023.
169. ↑  ”Carin Lundin - Smulor och Parafraser”. Orkesterjournalen. 30 mars 2009. https://orkesterjournalen.com/skiva/carin-lundin-smulor-och-parafraser/. Läst 26 juni 2023.
170. ↑  ”Musikdirektören Bror Samuelson död”. Sveriges Radio. 16 januari 2008. https://sverigesradio.se/artikel/1834869. Läst 25 juni 2023.
171. ↑  ”Americanans skapare är död”. Svenska Dagbladet. 22 januari 2008. https://www.svd.se/a/d4e98130-2cf6-344c-8810-51fc15097393/americanans-skapare-ar-dod. Läst 25 juni 2023.
172. ↑  ”Musikern Lars Dylte avliden”. Expressen. 26 januari 2008. https://www.expressen.se/gt/musikern-lars-dylte-avliden/. Läst 25 juni 2023.
173. ↑  ”Sångerskan Inga Nielsen död”. Sydsvenskan. 11 februari 2008. https://www.sydsvenskan.se/2008-02-11/sangerskan-inga-nielsen-dod. Läst 26 juni 2023.
174. ↑  ”Sångaren Henri Salvador är död”. Svenska Dagbladet. 13 februari 2008. https://www.svd.se/a/68b53382-af87-388b-84e4-59875f5a19be/sangaren-henri-salvador-ar-dod. Läst 26 juni 2023.
175. ↑  ”Motsägelsefull, död och aktuell”. Sydsvenskan. 21 mars 2008. https://www.sydsvenskan.se/2008-03-21/motsagelsefull-dod-och-aktuell. Läst 26 juni 2023.
176. ↑  ”Buddy Miles avliden”. Göteborgs Posten. 28 februari 2008. https://www.gp.se/kultur/buddy-miles-avliden-1.1153542. Läst 26 juni 2023.
177. ↑  ”Sångaren Ivan Rebroff död”. SVT Nyheter. 28 februari 2008. https://www.svt.se/nyheter/utrikes/sangaren-ivan-rebroff-dod. Läst 26 juni 2023.
178. ↑  ”Dave Clark Five-sångare död”. Dagens Nyheter. 29 februari 2008. https://www.dn.se/kultur-noje/dave-clark-five-sangare-dod/. Läst 26 juni 2023.
179. ↑  Jeff Healey död från PM, Dagens Nyheter på Internet, publicerad 3 mars 2008. Läst 15 mars 2008.
180. ↑  ”Tenoren Giuseppe Di Stefano död”. SVT Nyheter. 4 mars 2008. https://www.svt.se/kultur/tenoren-giuseppe-di-stefano-dod. Läst 26 juni 2023.
181. ↑  ”Dubbelt Oscarsbelönad”. Sydsvenskan. 16 mars 2008. https://www.sydsvenskan.se/2008-03-16/dubbelt-oscarsbelonad. Läst 26 juni 2023.
182. ↑  ”Reggaemusikern Mikey Dread död”. Svenska Dagbladet. 18 mars 2008. https://www.svd.se/a/cc7aa065-e6f5-3da8-a61d-158778365322/reggaemusikern-mikey-dread-dod. Läst 26 juni 2023.
183. ↑  ”Känd svensk musiker död”. Aftonbladet. 17 mars 2008. https://www.aftonbladet.se/nyheter/a/KvrPG6/kand-svensk-musiker-dod. Läst 26 juni 2023.
184. ↑  ”Klaus Dinger, Drummer of Influential German Beat, Dies at 61”. The New York Times. 4 april 2008. https://www.nytimes.com/2008/04/04/arts/music/04dinger.html. Läst 26 juni 2023.
185. ↑  ”Mambons fader död”. SVT Nyheter. 25 mars 2008. https://www.svt.se/kultur/mambons-fader-dod. Läst 26 juni 2023.
186. ↑  ”Femte Beatles-medlem död”. Dagens Nyheter. 25 mars 2008. https://www.dn.se/kultur-noje/femte-beatles-medlem-dod/. Läst 26 juni 2023.
187. ↑  ”Musikern Anders Göthberg är död”. Sveriges Radio. 3 april 2008. https://sverigesradio.se/artikel/1989253. Läst 26 juni 2023.
188. ↑  ”Springsteens keyboardist död”. Dagens Nyheter. 18 april 2023. https://www.dn.se/kultur-noje/springsteens-keyboardist-dod/. Läst 26 juni 2023.
189. ↑  ”Bebe Barron, 82, Pioneer of Electronic Scores, Is Dead”. The New York Times. 25 april 2008. https://www.nytimes.com/2008/04/25/movies/25barron.html. Läst 26 juni 2023.
190. ↑  ”Stillbildande jazzmusikern Giuffre är död”. Sveriges Radio. 26 april 2008. https://sverigesradio.se/artikel/2036847. Läst 26 juni 2023.
191. ↑  ”Jazzlegendaren "Humph" död”. Blekinge Läns Tidning. 26 april 2008. https://www.blt.se/kultur-noje/jazzlegendaren-humph-dod/. Läst 26 juni 2023.
192. ↑  ”Dolle Muthas har avlidit”. Sveriges Radio. 4 maj 2008. https://sverigesradio.se/artikel/2050279. Läst 26 juni 2023.
193. ↑  Svensk hårdrockstjärnas fru avliden Arkiverad 26 maj 2008 hämtat från the Wayback Machine., Helsingborgs Dagblad på Internet. Publicerad 22 maj 2008, läst 22 juni 2008.
194. ↑  ”Siegmund Nissel, 86, of Amadeus Group, Is Dead”. The New York Times. 24 maj 2008. https://www.nytimes.com/2008/05/24/arts/music/24nissel.html. Läst 26 juni 2023.
195. ↑  Var Sven-Ingvars trummis i 30 år Arkiverad 14 januari 2012 hämtat från the Wayback Machine., Sydsvenskan på Internet. Publicerad 26 maj 2008, läst 22 juni 2008.
196. ↑  ”Rockveteranen Bo Diddley död”. Svenska Dagbladet. 2 juni 2008. https://www.svd.se/a/d93f762f-37c7-37c1-9e2d-9b2de6d12025/rockveteranen-bo-diddley-dod. Läst 27 juni 2023.
197. ↑  ”Ruth Kasdan”. Dagens Nyheter. 28 juni 2008. https://www.dn.se/arkiv/familj/ruth-kasdan/. Läst 27 juni 2023.
198. ↑  ”Sambastjärnan Jamelao död”. SVT Nyheter. 16 juni 2008. https://www.svt.se/nyheter/inrikes/sambastjarnan-jamelao-dod. Läst 27 juni 2023.
199. ↑  ”Jazzstjärnan Esbjörn Svensson död”. Svenska Dagbladet. 15 juni 2008. https://www.svd.se/a/54aac8aa-01c7-35f5-8fb3-6be1c54b564b/jazzstjarnan-esbjorn-svensson-dod. Läst 27 juni 2023.
200. ↑  ”Stig Olin har gått ur tiden”. Sveriges Radio. 4 juli 2008. https://sverigesradio.se/artikel/2174051. Läst 27 juni 2023.
201. ↑  ”Whitesnakes gitarrist död”. Hufvudstadsbladet. 4 juli 2008. Arkiverad från originalet den 30 juni 2023. https://web.archive.org/web/20230630152708/http://gamla.hbl.fi/kultur/2008-07-04/whitesnakes-gitarrist-dod. Läst 30 juni 2023.
202. ↑  ”Norsk komiker död”. Svenska Dagbladet. 3 juli 2008. https://www.svd.se/a/820eccc4-d1db-3edd-a148-030a980cd318/norsk-komiker-dod. Läst 30 juni 2023.
203. ↑  ”Marilyns legendariska röstcoach är död”. Expressen. 17 juli 2008. https://www.expressen.se/noje/film/marilyns-legendariska-rostcoach-ar-dod/. Läst 30 juni 2023.
204. ↑  ”Sångerskan Jo Stafford död”. Helsingborgs Dagblad. 22 juli 2008. https://www.hd.se/2008-07-22/sangerskan-jo-stafford-dodctm29. Läst 30 juni 2023.
205. ↑  ”Musikproducenten Artie Traum död”. Dagens Nyheter. 22 juli 2008. https://www.dn.se/kultur-noje/musikproducenten-artie-traum-dod/. Läst 30 juni 2023.
206. ↑  ”Johnny Griffin avliden”. Svenska Dagbladet. 29 juli 2008. https://www.svd.se/a/aeb51b1a-d28d-3e50-af36-18af2fcdfbe1/johnny-griffin-avliden. Läst 30 juni 2023.
207. ↑  ”Lissi Alandh har avlidit”. Sundsvalls Tidning. 28 augusti 2008. https://www.st.nu/2008-08-28/lissi-alandh-har-avlidit. Läst 1 juli 2023.
208. ↑  ”Cyndi Laupers låtskrivare död”. Svenska Dagbladet. 8 augusti 2008. https://www.svd.se/a/4aedae2c-25ea-3427-bac1-d33bfb9fa933/cyndi-laupers-latskrivare-dod. Läst 1 juli 2023.
209. ↑  ”Soulsångaren Isaac Hayes avliden”. SVT Nyheter. 10 augusti 2008. https://www.svt.se/nyheter/inrikes/soulsangaren-isaac-hayes-avliden. Läst 1 juli 2023.
210. ↑  Jerry Wexler, R&B Impresario, Is Dead at 91, New York Times, 15 augusti 2008
211. ↑  ”Brasiliansk bossanovapionjär död”. Svenska Dagbladet. 17 augusti 2008. https://www.svd.se/a/355a55e1-5a65-36b5-b756-a5db8c8be9d1/brasiliansk-bossanovapionjar-dod. Läst 1 juli 2023.
212. ↑  ”En av The Dubliners grundare död”. Sydsvenskan. 17 augusti 2008. https://www.sydsvenskan.se/2008-08-17/en-av-the-dubliners-grundare-dod. Läst 1 juli 2023.
213. ↑  ”Dave Matthew Bands saxofonist död”. Dagens Nyheter. 20 augusti 2008. https://www.dn.se/kultur-noje/dave-matthew-bands-saxofonist-dod/. Läst 1 juli 2023.
214. ↑  ”Pehr Henrik Nordgren död”. YLE. 25 augusti 2008. https://svenska.yle.fi/a/7-281448. Läst 1 juli 2023.
215. ↑  ”Countrymusikern Jerry Reed död”. Helsingborgs Dagblad. 3 september 2008. https://www.hd.se/2008-09-03/countrymusikern-jerry-reed-dodsiIdB. Läst 1 juli 2023.
216. ↑  ”Arne Domnérus död”. SVT Nyheter. 2 september 2008. https://www.svt.se/kultur/arne-domnerus-dod. Läst 1 juli 2023.
217. ↑  ”Operasångerskan Hjördis Schymberg är död”. Sveriges Radio. 8 september 2008. https://sverigesradio.se/artikel/2299811. Läst 1 juli 2023.
218. ↑  ”Grundare till Pink Floyd död”. Aftonbladet. 15 september 2008. https://www.aftonbladet.se/nojesbladet/a/6n4A6W/grundare-till-pink-floyd-dod. Läst 1 juli 2023.
219. ↑  ”Motowns Norman Whitfield död”. Svenska Dagbladet. 18 september 2008. https://www.svd.se/a/40724dde-2882-3906-b19c-4f24db5f3914/motowns-norman-whitfield-dod. Läst 1 juli 2023.
220. ↑  ”Mauricio Kagel död”. Dagens Nyheter. 20 september 2008. https://www.dn.se/arkiv/kultur/mauricio-kagel-dod/. Läst 1 juli 2023.
221. ↑  ”Earl Palmer död”. Sydsvenskan. 20 september 2008. https://www.sydsvenskan.se/2008-09-20/earl-palmer-dod. Läst 1 juli 2023.
222. ↑  ”Folkmusikern Nick Reynolds död”. Helsingborgs Dagblad. 7 oktober 2008. https://www.hd.se/2008-10-07/folkmusikern-nick-reynolds-dod. Läst 2 juli 2023.
223. ↑  ”Idol-stjärnan Levi Kereama död efter balkongfall”. Aftonbladet. 6 oktober 2008. https://www.aftonbladet.se/nojesbladet/a/rLM2Ea/idol-stjarna-dod-efter-balkongfall. Läst 2 juli 2023.
224. ↑  ”Marilyn Manson-stjärna död”. Aftonbladet. 13 oktober 2008. https://www.aftonbladet.se/nojesbladet/musik/a/9mk1aE/marilyn-manson-stjarna-dod. Läst 2 juli 2023.
225. ↑  ”Reggaestjärnan Ellis död”. Norra Skåne. 13 oktober 2008. https://www.nsk.se/2008/10/13/reggaestjarnan-ellis-dod/. Läst 2 juli 2023.
226. ↑  ”Four Tops Levi Stubbs avliden”. Dagens Nyheter. 18 oktober 2008. https://www.dn.se/kultur-noje/four-tops-levi-stubbs-avliden/. Läst 2 juli 2023.
227. ↑  ”Dee Dee Warwick död”. Svenska Dagbladet. 21 oktober 2008. https://www.svd.se/a/872d6b53-c55a-33a6-926e-901971c09c74/dee-dee-warwick-dod. Läst 2 juli 2023.
228. ↑  ”Sångerskan Yta Sumac död”. Dagens Nyheter. 5 november 2008. https://www.dn.se/arkiv/kultur/sangerskan-yma-sumac-dod/. Läst 2 juli 2023.
229. ↑  ”Zappas trummis död i cancer”. Svenska Dagbladet. 5 november 2008. https://www.svd.se/a/95c23d5c-4883-3e65-bc73-feecbd61072e/zappas-trummis-dod-i-cancer. Läst 2 juli 2023.
230. ↑  ”Reggaestjärnan Byron Lee död”. Expressen. 7 november 2008. https://www.expressen.se/noje/musik/reggaestjarnan-byron-lee-dod/. Läst 2 juli 2023.
231. ↑  ”Malungsprofilen Wille Toors död”. Nya Wermlands Tidning. 11 november 2008. https://www.nwt.se/2008/11/11/malungsprofilen-wille-toors-dod-691e5/. Läst 2 juli 2023.
232. ↑  ”Miriam Makeba död”. SVT Nyheter. 10 november 2008. https://www.svt.se/kultur/miriam-makeba-dod-2. Läst 2 juli 2023.
233. ↑  ”Mitch Mitchell död”. Sveriges Radio. 13 november 2008. https://sverigesradio.se/artikel/2440472. Läst 2 juli 2023.
234. ↑  ”Rapparen MC Breed är död”. Svenska Dagbladet. 26 november 2008. https://www.svd.se/a/8f583342-ccf9-30ab-9936-7a1da7d64b1e/rapparen-mc-breed-ar-dod. Läst 2 juli 2023.
235. ↑  ”Richard Hickox är död”. Kristianstadsbladet. 26 november 2008. https://www.kristianstadsbladet.se/familj/richard-hickox-ar-dod/. Läst 2 juli 2023.
236. ↑  ”Musikern Pekka Pohjola är död”. YLE. 27 november 2008. https://svenska.yle.fi/a/7-297848. Läst 2 juli 2023.
237. ↑  ”Sångerskan Odetta är död”. Dagens Nyheter. 3 december 2008. https://www.dn.se/kultur-noje/sangerskan-odetta-ar-dod/. Läst 3 juli 2023.
238. ↑  ”Anna Lisa Cronström”. Dagens Nyheter. 1 februari 2009. https://www.dn.se/arkiv/familj/anna-lisa-cronstrom/. Läst 3 juli 2023.
239. ↑  ”Artisten Alf Robertson död”. Sveriges Radio. 24 december 2008. https://sverigesradio.se/artikel/2530588. Läst 3 juli 2023.
240. ↑  ”Sångerskan Eartha Kitt död”. SVT Nyheter. 25 december 2008. https://www.svt.se/nyheter/inrikes/sangerskan-eartha-kitt-dod. Läst 3 juli 2023.
241. ↑  ”Lars Hollmer har avlidit”. Aftonbladet. 27 december 2008. https://www.aftonbladet.se/nyheter/a/G1r4AJ/lars-hollmer-har-avlidit. Läst 3 juli 2023.
242. ↑  ”Vincent Ford har avlidit”. Dagens Nyheter. 2 januari 2009. https://www.dn.se/kultur-noje/vincent-ford-har-avlidit/. Läst 3 juli 2023.
243. ↑  ”Trumpetaren Freddie Hubbard död”. Sydsvenskan. 30 december 2008. https://www.sydsvenskan.se/2008-12-30/trumpetaren-freddie-hubbard-dod. Läst 3 juli 2023.